# Provincia di Pesaro e Urbino
La provincia di Pesaro e Urbino è un ente locale territoriale delle Marche che conta 349 855 abitanti. La provincia ha due capoluoghi nei comuni di Pesaro e Urbino. La sigla della provincia è dal 1999 «PU», da quando le rivendicazioni di Urbino furono accolte con la variazione della sigla. La provincia conta 50 comuni.
Affacciata ad est sul mar Adriatico, confina a nord con l'Emilia-Romagna (provincia di Rimini) e con la Repubblica di San Marino, a sud-est con la provincia di Ancona, a sud-ovest con l'Umbria (provincia di Perugia), e a ovest con la Toscana (provincia di Arezzo). Corrisponde in gran parte alla regione storico-geografica del ducato di Urbino.

## Storia
È una delle province storiche italiane. Prima della nascita dello Stato italiano ha avuto diverse denominazioni: Ducato di Montefeltro, poi Dipartimento del Metauro con Napoleone e poi ancora Delegazione apostolica di Urbino e Pesaro con lo Stato Pontificio. Essa confina con Umbria, Toscana e Romagna.

### Età del ferro

La zona della necropoli picena di Novilara

Nell'Età del ferro, l'attuale territorio provinciale era abitato dai Piceni, popolo che aveva dato unità etnica a tutte le attuali Marche; il centro di Novilara è il più noto insediamento piceno della provincia, per l'antichità degli scavi che lo hanno rivelato, ma successivamente si sono trovati abitati o necropoli picene anche a Pesaro, Montegiove di Fano, Roncosanbaccio di Fano, San Costanzo, Serrungarina, Canavaccio di Urbino.
Intorno al 391 a.C. i Galli Senoni invasero le Marche settentrionali sino al fiume Esino e anche più a sud, raggiungendo la zona di monte Conero, e qui si stanziarono. Nel secolo successivo la civiltà gallica delle Marche si fuse con la preesistente civiltà picena, dando luogo ad una koiné culturale.

### Età antica

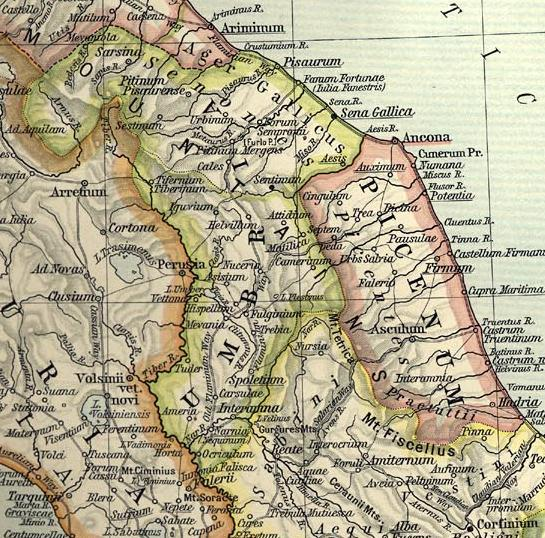
Mappa della VI - Umbria et Ager Gallicus

La romanizzazione della regione iniziò nel 295 a.C. con la battaglia del Sentino, evento che convenzionalmente è considerato la fine della civiltà picena; dopo la battaglia seguì la fondazione di Pisaurum (Pesaro - 184 a.C.), Fanum Fortunae (Fano - data precisa sconosciuta) e, fuori dai confini dell'attuale territorio provinciale, di Sena Gallica (Senigallia - 288 a.C.), Firmum Picenum (Fermo - 264 a.C.), Aesis (Jesi - 247 a.C.), Potentia (Porto Recanati - 184 a.C.), Auximum (Osimo - 157 a.C. ). e Ariminum (Rimini - 268 a.C.), considerata dai Romani parte del Piceno. I Romani chiamarono il territorio conquistato compreso tra Rimini e l'Esino Ager Gallicus o anche Ager Gallicus Picenus. Nel periodo della dittatura di Silla (circa 80 a.C.), il nome Italia si estese sino al fiume Rubicone, oltre il quale si estendeva la Gallia Cisalpina.
Con l'avvento dell'impero, l'Italia venne divisa nelle undici regioni dell'Italia augustea, senza alcuna finalità politica, ma solo per snellire la burocrazia e semplificare i censimenti dei cittadini, nonché di facilitarne l'arruolamento nelle legioni. L'Ager Gallicus, ad esclusione di Rimini, venne inserito nella Regio VI, che informalmente era detta "Umbria" o "Umbria et Ager Gallicus". Tale ripartizione, oltre all'attuale territorio provinciale, comprendeva anche i territori appenninici della provincia di Ancona e di Macerata e, fuori dalle Marche, l'attuale Umbria orientale e alcuni territori della provincia di Arezzo.
Attraverso il territorio della provincia passavano sia la cosiddetta Protoflaminia, che da Camerino e Sassoferrato raggiungeva la costa a Senigallia, sia l'asse principale della via Flaminia, nata per unire Roma - attraverso Narni, Terni, Bevagna, Spoleto, Foligno, Nocera Umbra, Fano e Pesaro - a Rimini e ai mercati della Pianura Padana.

### Medioevo
Nell'Alto Medioevo il territorio della provincia fece parte dell'Esarcato di Ravenna, cioè la circoscrizione che comprendeva i residui territori conquistati dai bizantini nella Guerra gotica che non passarono sotto il dominio longobardo. All'interno dell'esarcato esistevano due circoscrizioni: le due pentapoli marittima (Ancona, Fano, Pesaro, Rimini e Senigallia) ed annonaria o montana (Cagli, Fossombrone, Osimo, Jesi e Urbino), che compredenvano l'attuale territorio provinciale. I Longobardi conquistarono l'Esarcato, sotto Astolfo (751-754). Papa Stefano II, allora, chiamò il franco Pipino il Breve che, incoronato re, nel 754 scese in Italia, sconfisse i Longobardi in battaglia e costrinse re Astolfo a cedere tutti i territori conquistati, che consegnò al papa, andando a formare - insieme al Ducato romano - il nascente Stato della Chiesa. Si trattò della Promissio Carisiaca, la cosiddetta "Donazione di Pipino".
Nel 1210, con papa Innocenzo III, i territori delle due pentapoli vennero fusi con la Marca Fermana nell'istituzione della Marca anconitana, creata da papa Innocenzo III nel 1210 a seguito della ripartizione in province dello Stato Pontificio; il governatore papale risiedeva a Fermo. Il potere centrale papale fu però assai blando, per non dire solo teorico, e ciò permise l'affermazione in tutto il territorio dei liberi comuni. Solo con l'attività del cardinale Albornoz, nel XIV secolo, la Chiesa tentò di rendere effettivo il suo dominio. Il Ducato di Urbino, pur godendo di ampia autonomia, era legato da vincoli di vassallaggio allo Stato Pontificio.

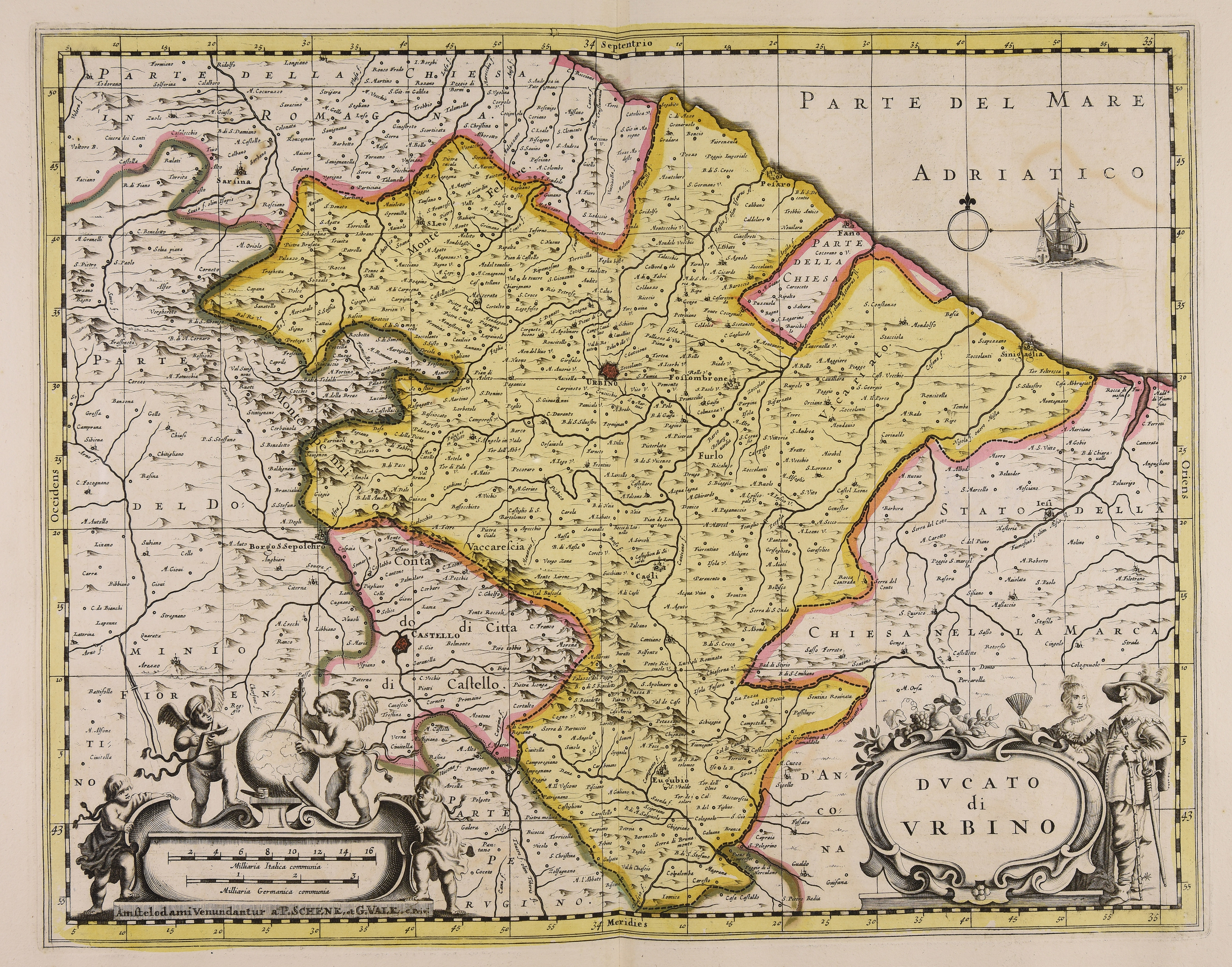
Il Ducato di Urbino

La storia medievale e rinascimentale della provincia è fortemente legata alle vicende delle potenti famiglie nobiliari che si contesero il nord delle attuali Marche ed il sud dell'attuale Romagna, facenti perno sulla regione storica del Montefeltro e cioè, tra le principali, appunto i Montefeltro, i Malatesta, i della Rovere, gli Sforza. I destini geografici e le peculiari caratteristiche, ancora oggi vive, delle genti di queste terre non possono essere compresi se non si analizzano anche le intricate vicende di queste famiglie.
In particolare fu nel 1220 che i Montefeltro, già signori ghibellini di San Leo e di Carpegna, ottennero da Federico II di Svevia anche la signoria di Urbino e da allora il prestigio della città crebbe costantemente. L'antica contea di Urbino divenne ducato di Urbino nel 1443, raggiunse l'apogeo sotto Federico da Montefeltro e la massima espansione con Francesco Maria I Della Rovere a cui si deve l'annessione di Pesaro.
La provincia di Pesaro e Urbino corrisponde grossomodo a quello dell'antico Ducato di Urbino, fatta eccezione per Senigallia (ora in provincia di Ancona), Gubbio (ora in Umbria) e i sette comuni secessionisti della Val Marecchia passati in Emilia-Romagna a seguito del referendum del 2009. Nell'organizzazione amministrativa dello Stato della Chiesa, il territorio provinciale coincideva con quello della delegazione apostolica di Urbino e Pesaro, poi divenuta, nel 1860, provincia di Urbino e Pesaro, una delle sei province in cui allora risultavano suddivise le Marche. In vista dell'unità d'Italia, l'assetto territoriale marchigiano fu riformato con il decreto Rattazzi (decreto 22 dicembre 1860 n. 4495), che ridusse a quattro il numero delle province e che dispose altresì la ridenominazione dell'ente in provincia di Pesaro e Urbino.

### Età moderna
Nel 1631, alla morte del duca Francesco Maria II della Rovere, il Ducato di Urbino passo al dominio diretto della chiesa, che fece di Pesaro sede cardinalizia. Sotto la dinastia roveresca, iniziata nel 1521, Pesaro fu prescelta dai duchi a loro residenza al posto di Urbino.

### Età contemporanea

La Delegazione di Urbino e Pesaro nel 1831.

Nel 1796, con l'invasione francese delle Marche, iniziò per l'attuale territorio provinciale un periodo tumultuoso anche dal punto di vista amministrativo: fu inquadrato dapprima in una repubblica giacobina: la Repubblica Anconitana poi confluita nell'analoga Repubblica romana. Tornata temporaneamente allo Stato papale (1799-1801), passò poi al Regno d'Italia napoleonico, nel quale il territorio fu inserito nel Dipartimento del Metauro.
Tornato allo Stato della Chiesa con la Restaurazione, costituì la Delegazione apostolica di Urbino e Pesaro.
Seguì il periodo risorgimentale, conclusosi con l'ingresso nel Regno d'Italia, in seguito alla Battaglia di Castelfidardo (1860). Poco prima dell'arrivo delle truppe sarde, i patrioti della provincia si erano già ribellati al governo pontificio: già dal marzo del 1859, il Comitato provinciale diede ordine ai vari comitati cittadini di insorgere: la cosa avvenne in tutti i centri il 16 giugno 1859, ad eccezione di Pesaro, dove il legato pontificio Bellà lo impedì e si preparava alla resistenza contro l'esercito sardo.

#### Aggregazione di alcuni comuni all'Emilia Romagna
La provincia originaria includeva il territorio di nove comuni dell'alta valle del fiume Marecchia e della Val Conca, in quanto parte del Montefeltro e del Ducato di Urbino, che, il 6 luglio 1816, fu ricompresa motu proprio da Pio VII nella delegazione di Urbino e Pesaro. Nel 2009, San Leo, Novafeltria, Maiolo, Talamello, Pennabilli, Casteldelci, Sant'Agata Feltria, a seguito di referendum consultivi nei territori comunali e di approvazione di legge ordinaria che accoglieva il risultato favorevole delle consultazioni, sono stati distaccati dalle Marche e aggregati all'Emilia-Romagna. In quell'occasione si è verificata, quindi, la prima variazione di confini regionali per iniziativa referendaria nella storia dell'Italia repubblicana. Le Marche proposero ricorso alla Corte costituzionale, ritenendo che il Parlamento avesse indebitamente ignorato il parere negativo della regione; nel luglio 2010 la Corte si pronunciò sul ricorso giudicandolo infondato. Nel 2021, altri due comuni, Montecopiolo e Sassofeltrio, passarono alla provincia di Rimini, in quanto il referendum in merito, tenutosi nel 2007, aveva avuto esito positivo.
Al medesimo scopo, altri comuni del pesarese-urbinate, ossia Monte Grimano Terme e Mercatino Conca, avevano promosso nello stesso anno una consultazione. A Montegrimano Terme l'esito è stato negativo in quanto i voti favorevoli non hanno raggiunto il 50%+1 degli aventi diritto (i "sì" sono stati 520 su 1 216 aventi diritto, pari al 42,76% degli elettori). Anche a Mercatino Conca l'esito è stato negativo in quanto i voti favorevoli non hanno raggiunto il 50%+1 degli aventi diritto (i "sì" sono stati 474 su 965 aventi diritto, pari al 49,12% degli elettori).

#### La questione del capoluogo provinciale
Dal 31 luglio 1991 al 16 febbraio 2015, ai sensi dell'articolo 1 del vecchio Statuto provinciale del 1991, la provincia di Pesaro e Urbino aveva "per sedi di capoluogo le città di Pesaro e di Urbino con le funzioni loro assegnate dal Decreto medesimo", mentre ai sensi dell'articolo 3 del Regolamento del Consiglio (Sede del Consiglio provinciale), il Consiglio provinciale aveva sede sia a Pesaro che nella sede dell'amministrazione provinciale di Urbino. La designazione di Urbino come co-capoluogo fu anche oggetto della sentenza n. 237/2013 della Corte costituzionale, che riconobbe la validità di tale designazione.
Con l'entrata in vigore dello statuto provinciale nel 2015, il capoluogo fu individuato nella sola città di Pesaro, ove hanno sede gli uffici amministrativi. A seguito di ulteriore modifica statutaria del 23 febbraio 2022, i comuni di Pesaro e Urbino sono stati individuati come co-capoluoghi. Con il decreto legge D.L. 7/2024 (Disposizioni urgenti per le elezioni 2024) il comune di Urbino viene riconosciuto a tutti gli effetti di legge come capoluogo di provincia.

## Demografia
La provincia possiede una densità demografica che è pari a 130,11 abitanti per km², dai 132 del 2008, anche se risulta comunque essere inferiore alla media nazionale. Nella provincia di Pesaro e Urbino solo due comuni degli attuali 50, rispetto ai 67 precedenti, hanno una popolazione superiore ai 20 000 abitanti, facendo registrare un valore del grado di urbanizzazione pari al 41,5%, valore anch'esso minore del dato medio italiano e di quello del Centro Italia, e che colloca la provincia in 55ª posizione nella relativa graduatoria. Lo studio della piramide dell'età della popolazione mette in evidenza una eccedenza della quota di ultrasessantacinquenni (stabile al 21,5%) rispetto alla media italiana (20%) ed in linea rispetto a quella del Centro Italia (21,4%). Notevole è inoltre la percentuale di maschi presenti sul territorio della provincia (49,1%, 20º valore più alto tra tutte le province). Stabile rispetto al precedente semestre rimane la presenza di stranieri residenti con 7.672 stranieri ogni 100 000 abitanti, di cui il 78,1% extracomunitari con regolare permesso di soggiorno e posizionando la provincia stabile al 26º posto nella relativa graduatoria arrestando il trend in leggera flessione rispetto ai precedenti periodi.

## Simboli

Gonfalone provinciale

Lo stemma è stato concesso con regio decreto 25 aprile 1938 e riunisce le armi delle due città che danno il nome alla provincia, derivate a loro volta da quelle delle casate dei Della Rovere e dei Da Montefeltro.
Il gonfalone è un drappo partito di bianco e di rosso rosso. La bandiera è un drappo rettangolare partito di bianco e di rosso caricato dello stemma provinciale completo e del nome (talora omesso) dell'ente.

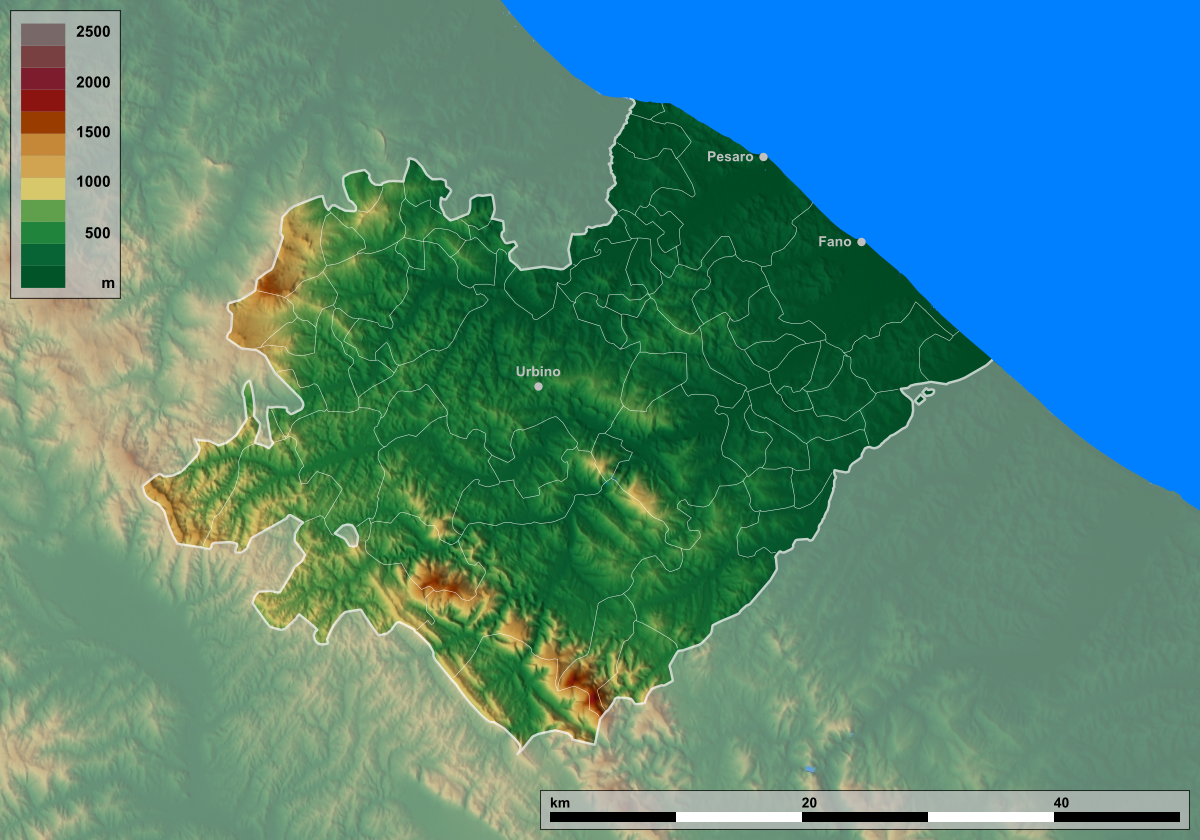
Mappa topografica della provincia

## Geografia fisica

### Foreste e boschi

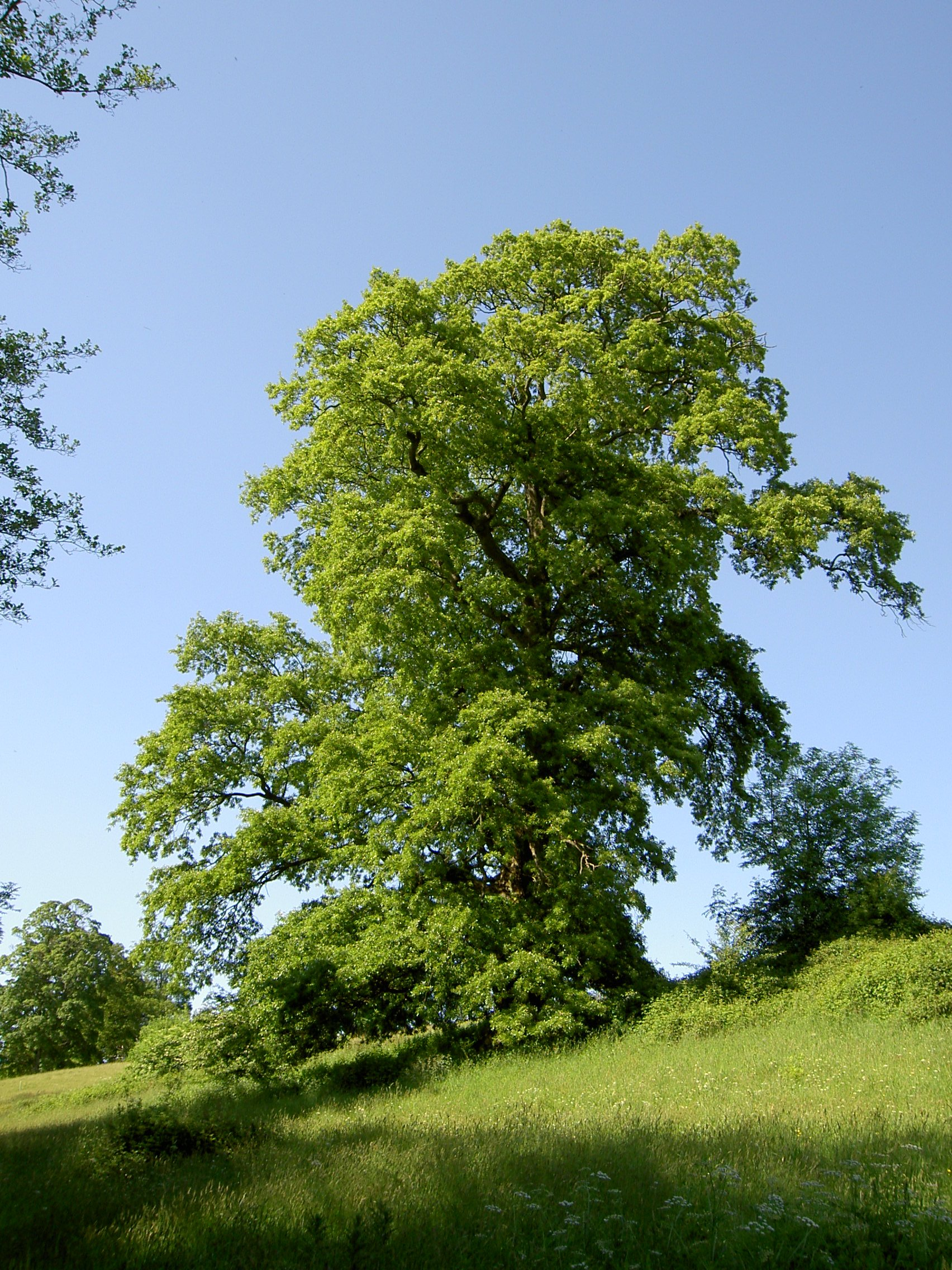
Un cerro

Alcuni fattori, come la densità di popolazione relativamente media della provincia, la presenza di vasti ambienti isolati e ad altimetria piuttosto elevata (soprattutto nell'Appennino più interno), l'istituzione di diverse aree naturali protette, un certo grado di rispetto degli abitanti per i luoghi naturali (seppur in pochi casi compromessi da infrastrutture e costruzioni), hanno permesso la conservazione di numerose specie animali e vegetali.

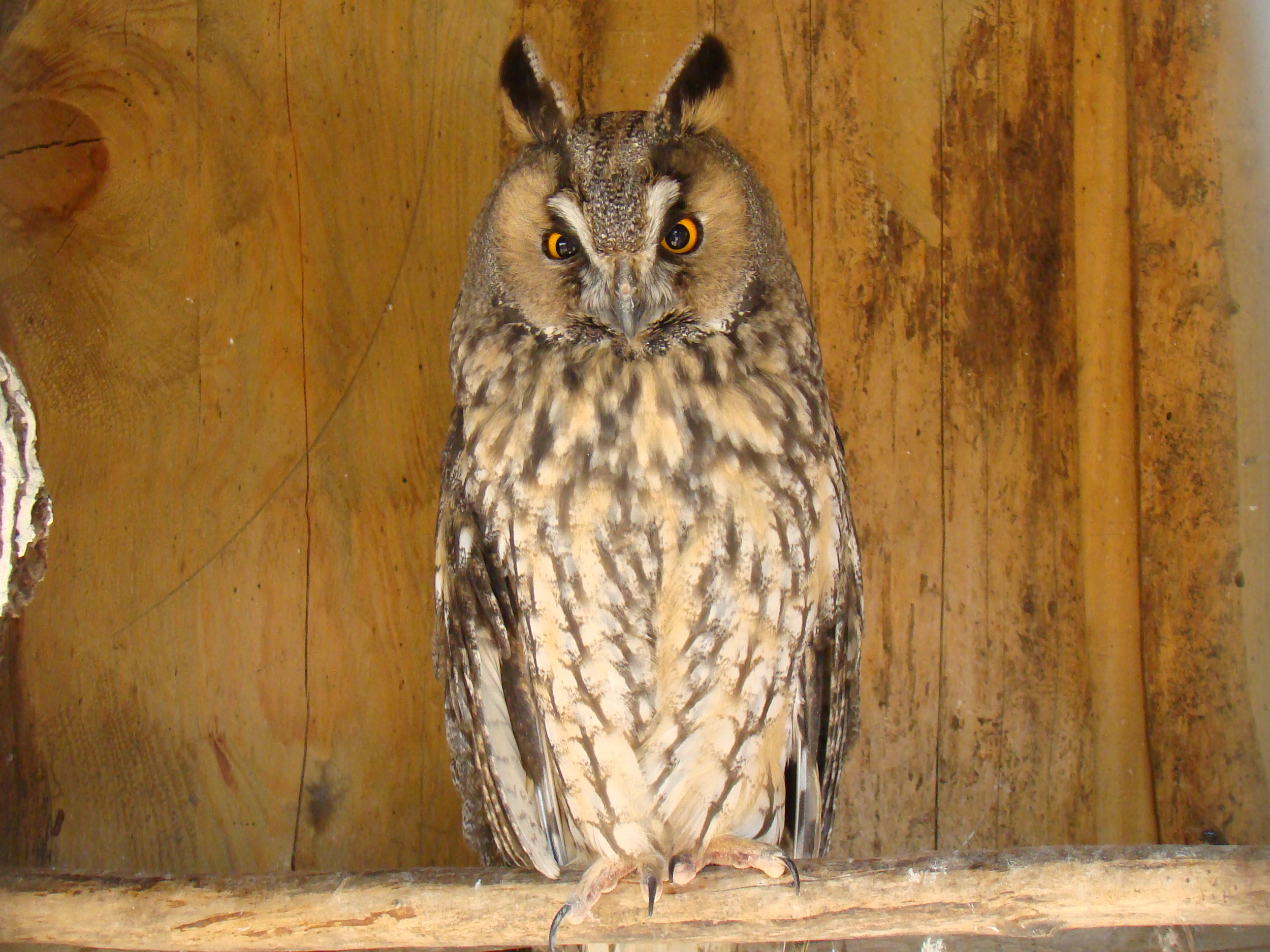
Gufo comune

Tra la popolazione faunistica del pesarese-urbinate, estremamente varia, si possono ricordare alcune specie particolarmente numerose: gli ungulati (cervi, caprioli, le lepri, le volpi, gli scoiattoli, i cinghiali e numerosi uccelli, tra cui cardellini, gufi, falchi, aquile e infine, nei monti del Furlo il lupo.
Il gufo comune, che si trova principalmente nei boschi alpini e centro-nord appenninici, in provincia è presente soprattutto nei rimboschimenti dei monti delle Cesane.

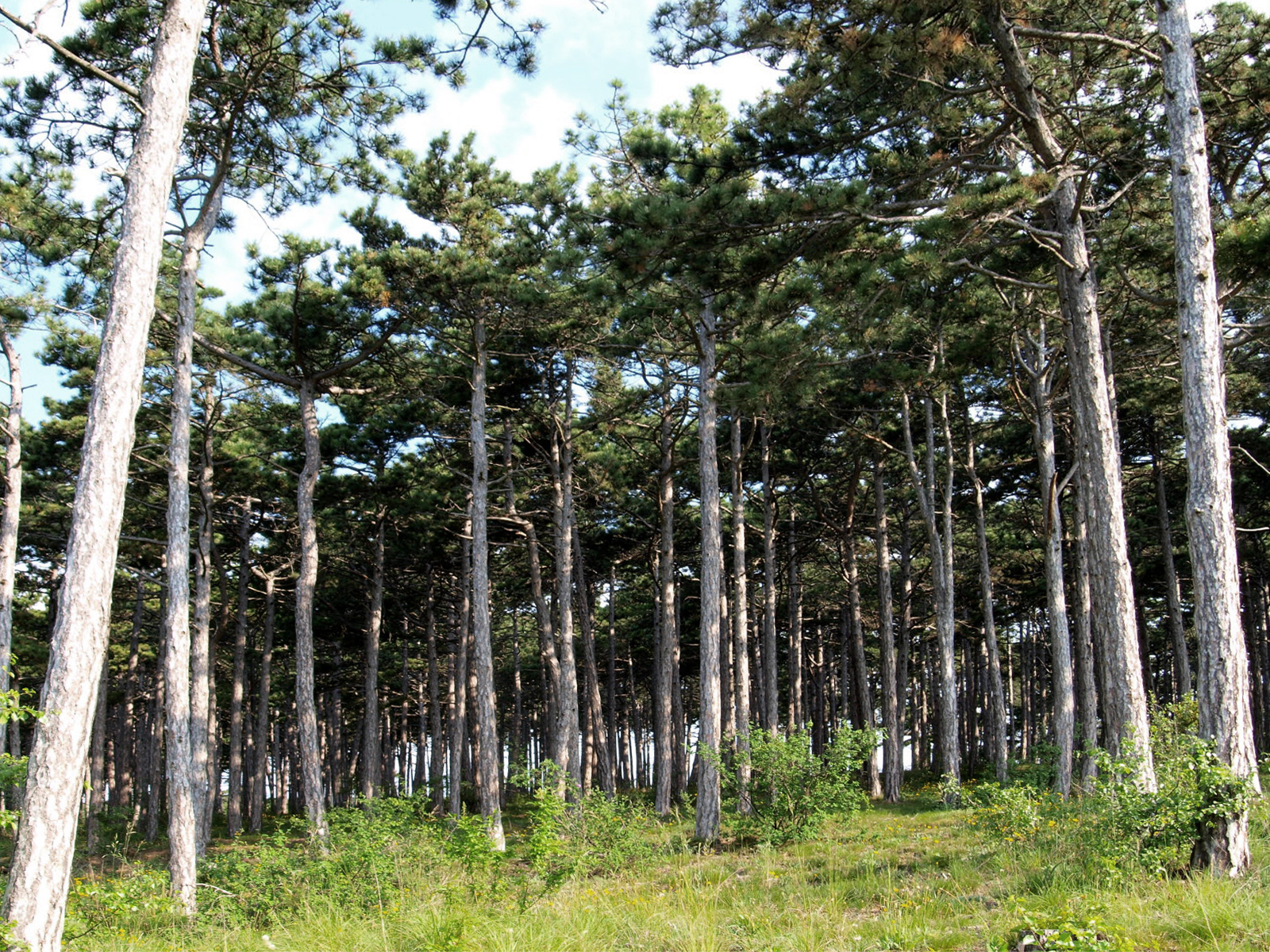
Pino nero, la tipica specie introdotta in alcuni monti nel dopoguerra

Il territorio del pesarese-urbinate è ricoperto per circa il 50% da boschi. Le tipiche essenze provinciali sono la roverella, il cerro, gli ostrieti (ornielli) e i carpini neri. Nei versanti più elevati esso è composto principalmente da faggi, qualche rimboschimento di conifere (soprattutto pinus nigra e pinus silvestris impiantati nel dopoguerra), abeti, aceri e frassini. I boschi presenti in provincia sono un'importante fonte di reddito, oltre che per il turismo, anche per lo sfruttamento, regolamentato da legge regionale, a scopo casalingo (come legna da ardere).
Nel pesaro-urbinate sono state istituite tre aree naturali protette):
- il Parco naturale del Sasso Simone e Simoncello, di 4.847 ettari;
- la riserva del Furlo che è la terza area protetta della provincia e, con i suoi 3.600 ettari di boschi, pascoli e cime incontaminate, fa salire a 10.200 ettari la superficie del territorio di Pesaro e Urbino messo sotto tutela;
- il territorio del Parco San Bartolo che è compreso nella provincia di Pesaro e Urbino, ed è delimitato dai fiumi Foglia e Tavollo.

### Funghi e tartufi
Il territorio della provincia di Pesaro e Urbino è una delle zone vocate per eccellenza allo sviluppo naturale dei funghi epigei ed ipogei.
La provincia organizza numerosi corsi per la valorizzazione del patrimonio fungino, tra i più consistenti in Italia. I principali funghi ritrovabili in provincia sono:
| Amanita   | Agaricus   | Boletus      | Clitocybe | Chroogomphus |
| Agaricus  | Armillaria | Boletus      | Calvatia  | Clitopilus   |
| Coprinus  | Fistulina  | Flammulina   | Grifola   | Bulgaria     |
| Clitocybe | Coprinus   | Cortinarius  | Clathrus  | Lepiota      |
| Geastrum  | Ganoderma  | Cantharellus | Russula   | Agrocybe     |

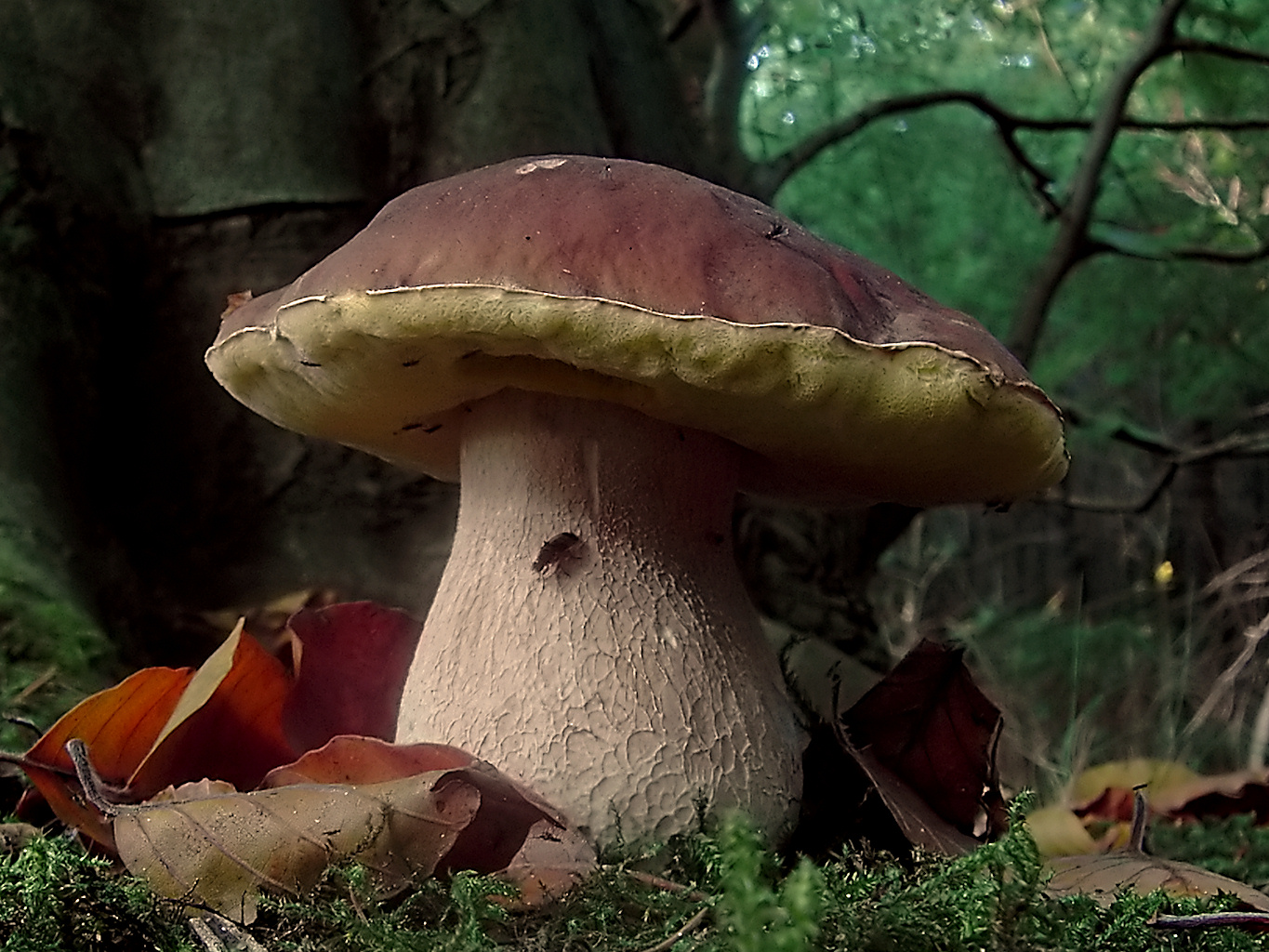
Il porcino è molto frequente in provincia

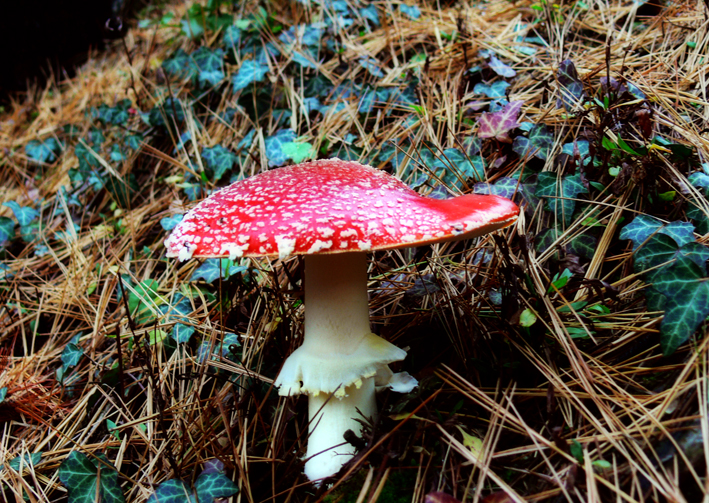
Amanita muscaria, un fungo molto presente nei rimboschimenti di conifere

Anche se sono presenti numerose altre specie. I funghi, nella loro generalità, sono un prodotto eccelso che madre natura offre e risultano essere una voce importante anche sotto l'aspetto sociale, economico e del tempo libero. Il tartufo è sicuramente uno dei funghi più importanti del territorio che prolifera nel territorio altocollinare e montano della provincia, sia per quantità e qualità che per le tante le specie commerciabili. Si veda il celeberrimo tartufo bianco di Acqualagna o i mercati di tartufi legati alle cittadine di Sant'Angelo in Vado e Pergola ecc.

### Monti
Andando dal mare verso l'entroterra si assiste ad un successivo innalzamento dei rilievi montuosi, fino ad arrivare all'appennino umbro-marchigiano. Attraverso la Gola del Furlo, si presenta il principale sistema montuoso della provincia, il Gruppo del Catria.
I monti più importanti della Provincia sono:
- il Monte Nerone: è una vetta della catena appenninica umbro-marchigiana, situato nei comuni di Apecchio, Cagli e Piobbico, la sua vetta raggiunge la quota di 1525 m s.l.m. Il dislivello di 1200 m, tra le pendici ove sono situati i paesi e la sommità offre una varietà di vegetazione, paesaggio, ampio ed interessante. Nella cima si possono trovare due rifugi per il ristoro e degli impianti sciistici; la vetta è presidiata da strutture della RAI e del Ministero della Difesa;
- il Monte Catria che è una montagna alta 1702 m s.l.m. nei comuni di Cagli, Cantiano, Frontone e Serra Sant'Abbondio, in provincia di Pesaro e Urbino e nel comune di Scheggia e Pascelupo, in provincia di Perugia. Il Gruppo del Monte Catria comprende inoltre altre cime minori: il Monte Acuto (m 1668), il Monte Corno (1412 m), il Monte Tenetra (1240 m), il Monte Alto (1321 m) e il Monte Morcia (1223 m). L'altimetria segna dunque le quote più elevate di questa parte centrale dell'Appennino umbro-marchigiano; le vette del Monte Catria e del Monte Acuto sono peraltro le più alte nel tratto appenninico compreso tra la catena dei Monti Sibillini a sud e l'alto Appennino modenese con il Corno alle Scale (1945 m), a nord. Fa parte dell'Unioni montane del Catria e Nerone e del Catria e Cesano;
- il Monte Montiego che è un rilievo che fa parte dell'Appennino umbro-marchigiano, ha un'altezza di 975 m s.l.m. ed il suo territorio è compreso nei comuni di Acqualagna, Piobbico, Urbania;
- il Monte Carpegna è un massiccio montuoso sito nell'Appennino marchigiano settentrionale, dove costituisce l'estrema punta nord-occidentale delle Marche, posto in senso longitudinale nordovest-sudest, ai confini tra le regioni di Marche, Toscana ed Emilia-Romagna, nella zona del Montefeltro. Si trova per la gran parte del suo territorio condiviso tra le province di Pesaro e Urbino, a sud-est, e di Rimini a nord-ovest, anche se una piccola parte del Sasso Simone, ad ovest, è in provincia di Arezzo. Il massiccio del monte Carpegna comprende anche le vette di San Leo, San Marino, Villagrande, Sasso Simone e Simoncello ed altri rilievi minori nel Montefeltro. La cima più alta è rappresentata dall'omonimo monte, che raggiunge i 1415 metri s.l.m., tra i comuni di Carpegna e Montecopiolo (RN), dove si trovano diversi impianti sciistici, tanto da essere una nota stazione di soggiorno invernale, in provincia di Pesaro e Urbino. Il monte Carpegna è compreso nel territorio del Parco naturale regionale marchigiano del Sasso Simone e Simoncello.

### Fiumi
I fiumi principali che attraversano il territorio provinciale sono, da nord:
- il Conca, che sfocia tra Cattolica e Misano Adriatico;
- il Foglia, che sfocia nell'Adriatico a Pesaro;
- il Metauro, primo nelle Marche per portata media ed estensione di bacino, che sfocia a Fano;
- il Cesano, che segna grosso modo il confine, a sud, con la provincia di Ancona e sfocia tra Marotta di Mondolfo e Cesano di Senigallia.

### Mare
La provincia confina ad est con il Mar Adriatico. I comuni che si affacciano su di esso sono quattro, da nord verso sud nell'ordine: Gabicce Mare, Pesaro, Fano e Mondolfo.

### Clima
Il clima del pesarese-urbinate può essere definito di transizione tra il clima appenninico e quello continentale. Le temperature di gennaio sono comprese da 1 °C ai -5° mentre in estate sui 20 °C-25 °C anche più.
A partire dalle fasce altimetriche più basse, il clima può essere suddiviso in quattro grandi aree:
- area submediterranea – nell'area costiera dell'Adriatico. La vegetazione è composta da olivi, pini marittimi e cipressi;
- area subcontinentale – clima di transizione che caratterizza le colline presenti subito dopo la costa, con inverni più rigidi e freddi. La vegetazione è costituita soprattutto da roverella, orniello e rovere;
- area appenninica media – a partire dalla zona di Fossombrone, con inverni rigidi e, a volte, nevosi (soprattutto nei monti) ed estati medio calde e piuttosto piovose e con vegetazione composta soprattutto da rimboschimenti di conifere (pinus nigra) e da quercia, ornello, carpino nero;
- area appenninica – nelle fasce interne, con inverni lunghi e nevosi, estati brevi e fresche. La vegetazione è composta principalmente da faggio, conifere, cerro e orniello.

## Infrastrutture e trasporti

### Ferrovie
Le stazioni di Pesaro e, in minor misura di Fano e di Marotta-Mondolfo, sono di transito per la ferrovia Bologna-Ancona.
La ferrovia Fano-Urbino, che collegava la costa all'interno, fu chiusa nel 1987. Movimenti per la salvaguardia delle ferrovie, ambientalisti e per la mobilità sostenibile chiedono da anni la riapertura sotto forma di metropolitana leggera. La giunta provinciale in carica ha nel 2011 richiesto, al contrario, a Regione Marche e Ministero competente il definitivo smantellamento.
La linea Pergola-Fabriano, che collegava i due centri rispettivamente del pesarese e dell'anconetano, è stata chiusa nel 2013 e riaperta il 26 settembre 2021 con la corsa inaugurale effettuata con treno storico composto da carrozze a terrazzini e locomotiva diesel D.345.

### Strade
| Uscita                                       | ↓km↓  | ↑km↑  |
| -------------------------------------------- | ----- | ----- |
| Pesaro – Urbino                              | 155,9 | 587,5 |
| Area servizio "Foglia"                       | 158,9 | 584,5 |
| Fano Strada statale 73 bis di Bocca Trabaria | 173,3 | 570,1 |
| Marotta – Mondolfo                           | 184,9 | 558,5 |
| Area servizio "Metauro"                      | 186,2 | 557,2 |

Parallela alla costa corre l'Autostrada A14 Adriatica, che permette il collegamento diretto di Taranto con Bologna. Attualmente la sede stradale è a tre corsie per senso di marcia.

### Statali e provinciali
Il pesaro-urbinate è terra di attraversamento tra l'Italia settentrionale e quella centrale.
Gli assi principali di comunicazione stradale sono l'Autostrada A14 adriatica e la Strada europea E78 (Grosseto-Fano, parzialmente completata), che si sviluppano lungo la Valle del Metauro.
Poiché l'autostrada si caratterizza per un grande traffico di mezzi pesanti, è obiettivo primario della provincia e della regione semplificare pesantemente il traffico su gomma, favorendo la terza corsia su tutta l'Autostrada A14 da Pedaso a Rimini nord.
Parallela all'autostrada si trova la SS 16, mentre la SS 3 Flaminia va da Fano verso Roma attraversando l'entroterra. Altra statale importante è la SS 73 bis e parte di essa è superstrada.
Numerose sono le strade provinciali, facendo coprire alla provincia 1.601 chilometri di strade di competenza.

### Aeroporti
In provincia è presente l'aeroporto di Fano, aeroporto civile di aviazione generale. Gli aeroporti nazionali ed internazionali di riferimento sono quello di Rimini, a 30 km di distanza da Pesaro, quello di Ancona a 60 km e quello di Bologna a 150 km.
| in km       | Cagli | Fano | Fossombrone | Mondolfo | Pesaro | Urbino |
| Cagli       | -     | 50   | 23          | 61       | 62     | 35     |
| Fano        | 50    | -    | 29          | 13       | 11     | 48     |
| Fossombrone | 23    | 29   | -           | 41       | 40     | 20     |
| Mondolfo    | 61    | 13   | 41          | -        | 25     | 57     |
| Pesaro      | 62    | 11   | 40          | 25       | -      | 37     |
| Urbino      | 35    | 48   | 20          | 57       | 37     | -      |

## Società e territorio

### Evoluzione demografica
Abitanti censiti

### Etnie e minoranze straniere
Secondo i dati ISTAT al 1º gennaio 2021 la popolazione straniera residente era di 28.795 persone e rappresentava il 8,2% della popolazione residente. Invece le comunità straniere più numerose sono:
1. Romania, 5.322 (18,48%)
2. Albania, 3.627 (12,60%)
3. Marocco, 3.125 (10,85%)
4. Moldavia, 2.282 (7,92%)
5. Ucraina, 1.579 (5,48%)
6. Cina, 1.413 (4,91%)
7. Senegal, 1.075 (3,73%)
8. Macedonia del Nord, 993 (3,45%)
9. Nigeria, 927 (3,22%)
10. Polonia, 567 (1,97%)

### Comuni principali
I comuni più popolati sono:
| Stemma | Città            | Popolazione ab. | Superficie km² |
| ------ | ---------------- | --------------- | -------------- |
|        | Pesaro           | 95 582          | 126,77         |
|        | Fano             | 59 633          | 121,84         |
|        | Vallefoglia      | 14 885          | 39,57          |
|        | Mondolfo         | 14 268          | 22,82          |
|        | Urbino           | 13 919          | 226,50         |
|        | Colli al Metauro | 12 279          | 46,17          |
|        | Fossombrone      | 8 984           | 106,88         |
|        | Fermignano       | 8 256           | 43,70          |
|        | Cagli            | 7 955           | 226,46         |
|        | Cartoceto        | 7 926           | 23,20          |

La maggior parte degli abitanti è concentrata a Pesaro e Fano che da sole ospitano oltre il 44% della popolazione dell'intera provincia.
Urbino e Cagli rappresentano rispettivamente il 2º e 3º comune più esteso della regione, soltanto dietro il comune di Fabriano.
Il comune meno esteso ed il meno abitato sono rispettivamente Gabicce Mare e Frontino. 
| Stemma | Città        | Popolazione (ab.) | Superficie (km²) |
| ------ | ------------ | ----------------- | ---------------- |
|        | Frontino     | 288               | 10,37            |
|        | Gabicce Mare | 5 651             | 4,94             |

In generale la provincia ha una media di 6 105 abitanti e 43,52 km² per comune.

### Comuni sparsi
Nella provincia di Pesaro e Urbino sono presenti 5 comuni sparsi:
| Stemma | Comune                | Municipi o Sede comunale                                 | Popolazione ab. | Superficie km² |
| ------ | --------------------- | -------------------------------------------------------- | --------------- | -------------- |
|        | Colli al Metauro      | Montemaggiore al Metauro, Saltara, Serrungarina          | 12 166          | 46,17          |
|        | Pietrarubbia          | Mercato Vecchio                                          | 602             | 13,29          |
|        | Sassocorvaro Auditore | Auditore, Sassocorvaro                                   | 4 888           | 87,55          |
|        | Terre Roveresche      | Barchi, Orciano di Pesaro, Piagge, San Giorgio di Pesaro | 5 199           | 70,37          |
|        | Vallefoglia           | Sant'Angelo in Lizzola                                   | 14 876          | 39,30          |

### Comuni con exclavi
Nella provincia di Pesaro e Urbino sono presenti 11 comuni aventi da uno a due exclavi:
| Stemma | Comune                | Nº exclavi |
| ------ | --------------------- | ---------- |
|        | Carpegna              | 2          |
|        | Monte Porzio          | 2          |
|        | Piandimeleto          | 1          |
|        | Monte Cerignone       | 1          |
|        | Tavoleto              | 1          |
|        | Sassocorvaro Auditore | 1          |
|        | Urbino                | 1          |
|        | Fermignano            | 1          |
|        | Montelabbate          | 1          |
|        | Tavullia              | 1          |
|        | Mondavio              | 1          |

### Sanità
Il territorio provinciale è coperto dall'A.S.T. (Azienda Sanitaria Territoriale) Pesaro - Urbino.
| Comune                | Strutture sanitarie                                         | Ente gestore                           |
| --------------------- | ----------------------------------------------------------- | -------------------------------------- |
| Pesaro                | Centro Riabilitazione Villa Fastiggi                        | Gruppo Santo Stefano (ente privato)    |
| Pesaro                | Ospedale San Salvatore                                      | A.S.T. Pesaro - Urbino (ente pubblico) |
| Urbino                | Ospedale Santa Maria della Misericordia                     | A.S.T. Pesaro - Urbino (ente pubblico) |
| Fano                  | Ospedale Santa Croce                                        | A.S.T. Pesaro - Urbino (ente pubblico) |
| Pergola               | Ospedale Santi Carlo e Donnino                              | A.S.T. Pesaro - Urbino (ente pubblico) |
| Fossombrone           | Ospedale di Comunità                                        | A.S.T. Pesaro - Urbino (ente pubblico) |
| Cagli                 | Ospedale di Comunità "Angelo Celli" / Centro Riabilitazione | A.S.T. / Gruppo Santo Stefano          |
| Macerata Feltria      | Centro Riabilitazione                                       | Gruppo Santo Stefano                   |
| Sassocorvaro Auditore | Casa di Cura                                                | Villa Montefeltro (ente privato)       |

### Religione
La fede cristiano cattolica è ampiamente maggioritaria nella provincia, anche se non mancano altre confessioni, come i Testimoni di Geova o altre derivanti dalle etnie che si sono stabilite nel territorio a partire dalla fine del XX secolo, in gran parte di fede islamica o cristiano ortodossa.

#### Chiesa cattolica
La maggior parte del territorio provinciale costituisce una metropolia tra le diocesi di Pesaro (arcidiocesi metropolitana), Urbino-Urbania-Sant'Angelo in Vado e Fano-Fossombrone-Cagli-Pergola. Non fanno parte del territorio della metropolia suddetta, i comuni di Belforte all'Isauro, Carpegna, Frontino, Lunano, Macerata Feltria, Mercatino Conca, Monte Cerignone, Monte Grimano Terme, Piandimeleto, Pietrarubbia e parte di Sassocorvaro Auditore, che rientrano nella diocesi di San Marino-Montefeltro. Mentre Tavoleto e un'altra parte del territorio di Sassocorvaro-Auditore sono nella diocesi di Rimini. Inoltre il comune di Cantiano fa parte della diocesi di Gubbio, mentre i comuni di Mondolfo e Monte Porzio fanno parte della diocesi di Senigallia.

## Cultura
Pesaro è famosa, tra le altre cose, per lo storico Conservatorio, il Teatro e la stagione lirica e per aver dato i natali a Gioachino Rossini, Renata Tebaldi nonché per aver formato numerosi altri alti esponenti della musica e della lirica, tra i quali Mario del Monaco. Simbolo di Pesaro è la rosa, fiore un tempo molto usato nelle maioliche artistiche di cui è una delle capitali, con Casteldurante (Urbania) e la stessa Urbino, dove però oggi le botteghe produttrici sono quasi scomparse. Altro riferimento simbolico di origine più moderna è la sfera, scultura di Arnaldo Pomodoro, che rimanda al globo terrestre e che campeggia di fronte agli edifici più rappresentativi di Organismi ed Enti mondiali ed europei. Essa è dai pesaresi chiamata simpaticamente "la Palla di Pomodoro". Se Arnaldo è nato nella vicina Morciano di Romagna, suo fratello Giò Pomodoro, anch'egli scultore di fama mondiale, è invece nativo di Orciano di Pesaro. L'area di Urbino ha dato i natali, tra gli altri, a Raffaello e a Bramante.
Il Ducato d'Urbino, con Federico da Montefeltro, esimio mecenate e condottiero, ha preceduto Firenze nel dare il via al Rinascimento italiano. La città è ancora sede dell'antica Università degli Studi di Urbino "Carlo Bo" che oggi richiama migliaia di studenti dall'Italia e dal mondo. Essa è stata intitolata a Carlo Bo, letterato ed umanista, rettore per mezzo secolo dell'ateneo ed urbinate d'adozione. Simbolo di Urbino è un'opera architettonica unica nel suo genere, il Palazzo ducale. Fano, l'antica Fanum Fortunae, è la città natale di uno dei maggiori ingegneri scenografi d'Europa, Giacomo Torelli. Uno dei simboli architettonici della città è l'imponente arco d'Augusto. Tutta la provincia è disseminata di beni culturali, teatri e antiche città d'arte di notevole pregio tra cui citiamo Gradara, Cagli, Fossombrone, Mondolfo, Mondavio, Sassocorvaro, e altre.

### Lingua
In provincia si parla comunemente l'italiano, ma è anche largamente diffuso per cultura e tradizione il gallo-piceno. Esso appartiene al gruppo linguistico gallo-italico, come l'emiliano, il lombardo, il piemontese, il romagnolo e altri dialetti o lingue settentrionali. Le sue caratteristiche peculiari variano da zona a zona. Il gallo-italico della provincia, quello del circondario di Senigallia, del Conero (in provincia di Ancona) e della provincia di Massa e Carrara, sono i più meridionali del gruppo e le zone in cui sono diffusi sono le uniche dell'Italia centrale ove si parli una lingua gallo-italica.
Il gallo-piceno, detto anche gallico-marchigiano, appartiene al gruppo gallo-italico, che comprende tutto il nord Italia padano esclusa l'area veneta. Tale area, che corrisponde a quella d'influenza celtica, arriva fino all'odierna Senigallia, entroterra compreso, e all'isola linguistica gallica del Cònero.
Nella parte sud-occidentale della provincia e precisamente a Pergola, Cantiano, Serra Sant'Abbondio e Frontone (comuni da sempre fortemente legati all'Umbria ed in particolare storicamente alla città di Gubbio) è invece diffuso un dialetto ascrivibile alle parlate mediane umbre nord-orientali. Quelli parlati lungo la media e bassa Valle del Cesano, verso il mare, pur appartenendo al gallo-italico, lasciano tuttavia affiorare, via via che ci si avvicina al confine con la provincia di Ancona, sempre più suoni del dialetto parlato al nord di quella provincia. Infine, le aree pesaresi-urbinati settentrionali al confine con l'Umbria e la Toscana, pur essendo anch'esse zone dove si parlano dialetti gallo-italici, tendono, seppur molto debolmente, a virare proprio verso quei gruppi dialettali. Ciò del resto è normale, non esistendo mai dei confini netti tra i dialetti italiani.
Esempi di espressioni dialettali:
| Italiano   | Pesarese   | Fanese                         | Urbinate | Cagliese    | Pergolese   |
| ---------- | ---------- | ------------------------------ | -------- | ----------- | ----------- |
| Io vado    | Me a'vag   | I vag                          | I vag    | I vad       | Io vò       |
| Te lo dico | A t'el dég | T'el dig                       | T'el dig | T'el dic' i | T'el dic'io |
| Con        | Sa         | Sa                             | Sa       | Co'         | Co          |
| Andiamo    | Gem        | Gin                            | Gim      | Gim         | Gimo        |
| Così       | A csé      | A csì/Da csì/Da st'mò/A col mò | Da csé   | Da csé      | Cuscì       |
| Cosa vuoi? | Co' t'vò?  | Co' vu/vua? / Cu voi?          | 'Sa vò?  | C'sa vò?    | Co voi?     |
| Dove vai?  | Do' t'và?  | Du vai/vèi? Do' vai?           | Du vè?   | Do vaj?     | Do vai?     |
| Cosa fai?  | Co't fa?   | Co' fai/Cu fei?                | 'Sa fè?  | C'sa fè?    | Co fai?     |
| Io sono di | Me so' d'  | I so' d'                       | I so' d' | I so' d'    | Io so' de   |

### Monumenti e luoghi d'interesse
Il centro storico di Urbino è stato riconosciuto patrimonio dell'umanità dall'UNESCO.
La chiesa di San Gervasio a Mondolfo, la Casa Natale di Gioachino Rossini a Pesaro ed il Palazzo Ducale di Urbino sono stati riconosciuti come Monumenti nazionali italiani.

#### Architetture religiose

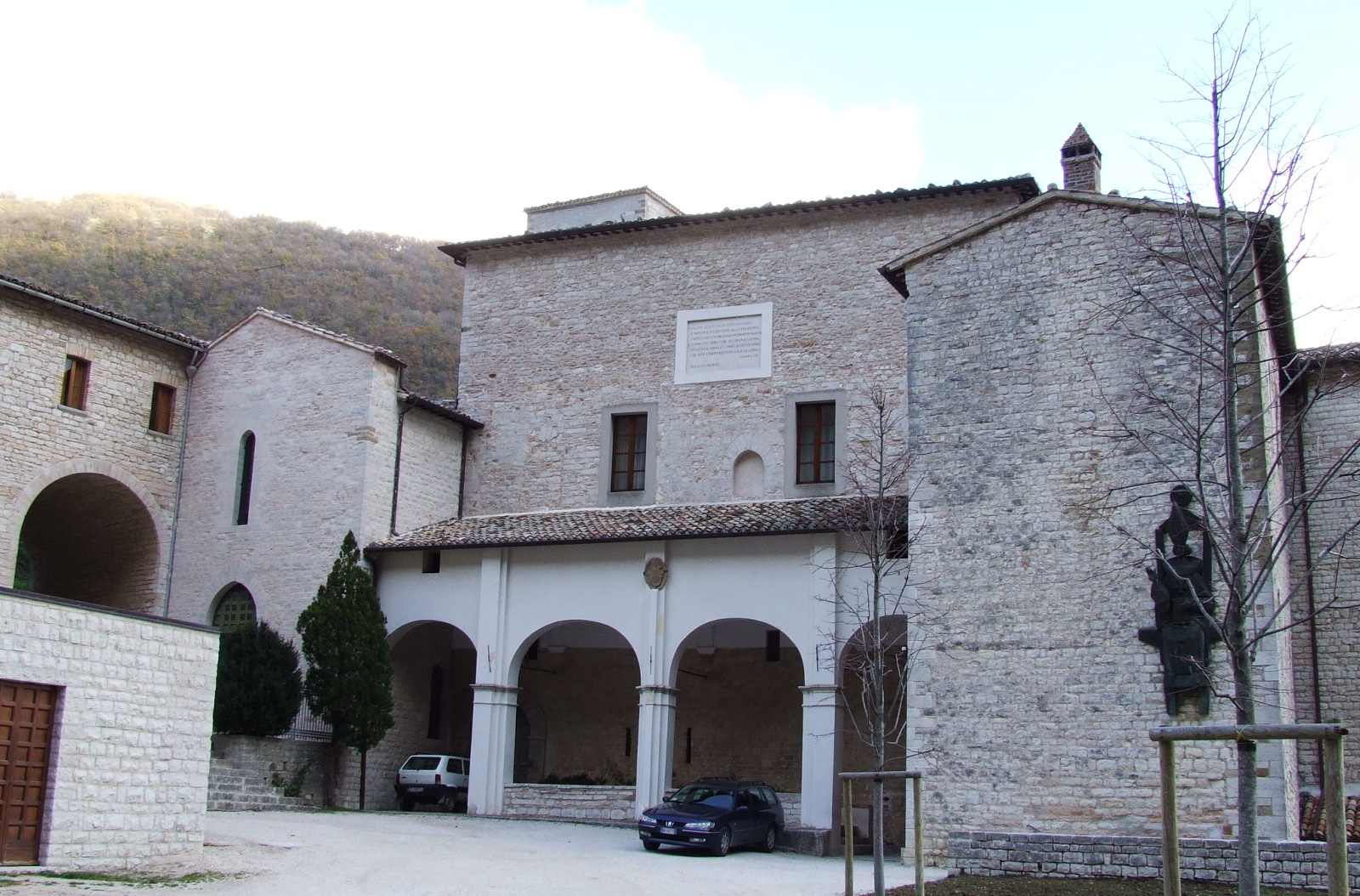
Il monastero di Fonte Avellana

| Comune                 | Chiese, santuari e oratori              |
| ---------------------- | --------------------------------------- |
| Pesaro                 | Cattedrale di Santa Maria Assunta       |
| Pesaro                 | Chiesa di Sant'Agostino                 |
| Pesaro                 | Santuario della Madonna delle Grazie    |
| Urbino                 | Cattedrale di Santa Maria Assunta       |
| Urbino                 | Convento di San Bernardino              |
| Urbino                 | Convento di San Francesco               |
| Urbania                | Concattedrale di San Cristoforo martire |
| Urbania                | Chiesa dei Morti                        |
| Sant'Angelo in Vado    | Concattedrale di San Michele Arcangelo  |
| Fano                   | Cattedrale di Santa Maria Assunta       |
| Fano                   | Chiesa di Santa Maria Nuova             |
| Fano                   | Chiesa di San Pietro in Valle           |
| Fano                   | Eremo di Monte Giove                    |
| Fossombrone            | Concattedrale di Sant'Aldebrando        |
| Fossombrone            | Convento dei Cappuccini                 |
| Cagli                  | Concattedrale di Santa Maria Assunta    |
| Cagli                  | Chiesa di San Domenico                  |
| Pergola                | Concattedrale di Sant'Andrea apostolo   |
| Pergola                | Chiesa di Santa Maria delle Tinte       |
| Acqualagna             | Santuario di Santa Maria del Pelingo    |
| Acqualagna             | Abbazia di San Vincenzo al Furlo        |
| Borgo Pace             | Abbazia benedettina di Lamoli           |
| Mercatello sul Metauro | Santuario di Santa Veronica Giuliani    |
| Mombaroccio            | Convento del Beato Sante                |
| Monte Cerignone        | Santuario di Santa Maria in Reclauso    |
| Frontino               | Eremo di Montefiorentino                |
| San Lorenzo in Campo   | Abbazia benedettina                     |
| Serra Sant'Abbondio    | Monastero di Fonte Avellana             |
| Terre Roveresche       | Chiesa di Santa Maria Nuova             |

#### Musei

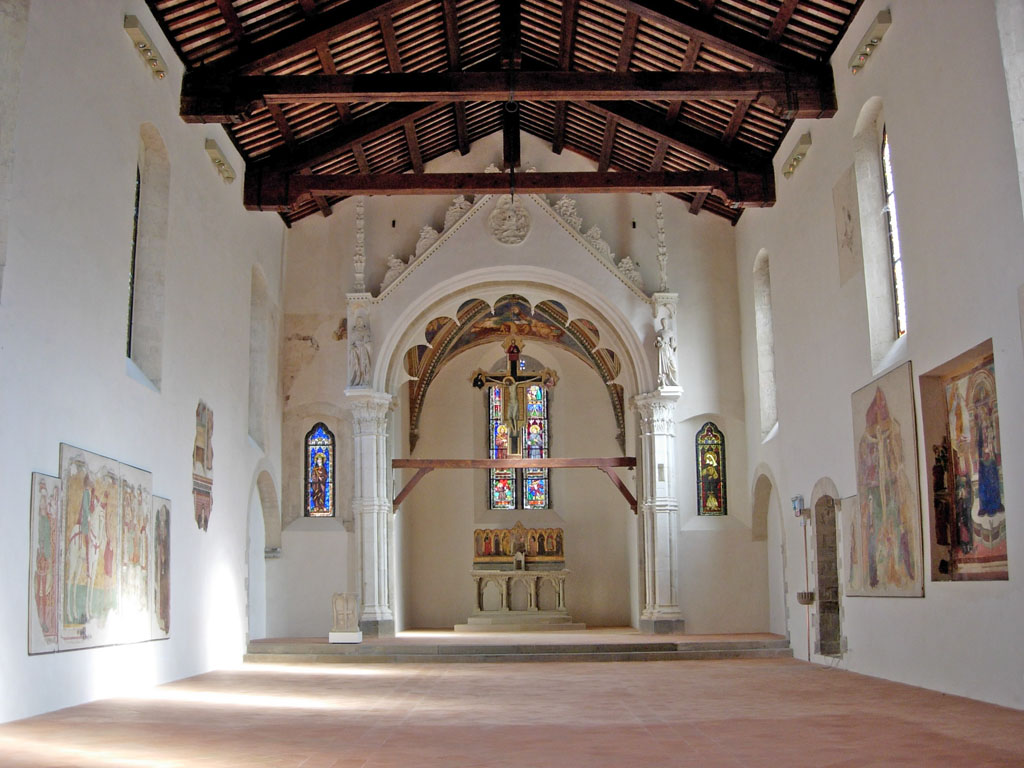
Interno della Chiesa di San Francesco

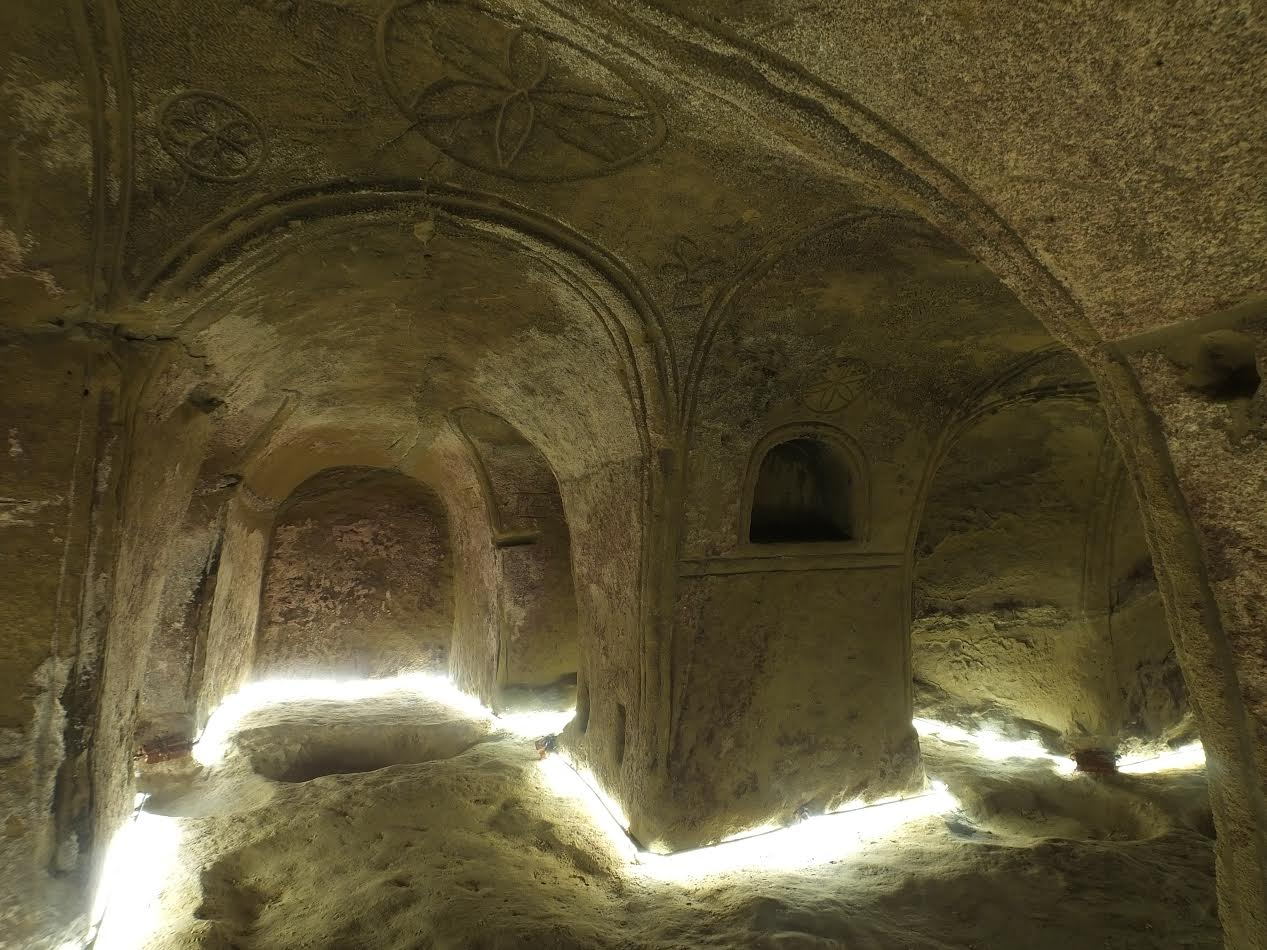
Ipogeo di Piagge

| Comune                 | Musei                                                          |
| ---------------------- | -------------------------------------------------------------- |
| Pesaro                 | Pinacoteca civica e Museo delle ceramiche                      |
| Pesaro                 | Casa Rossini                                                   |
| Pesaro                 | Museo archeologico Oliveriano                                  |
| Pesaro                 | Museo nazionale "Rossini"                                      |
| Pesaro                 | Museo diocesano e Chiesa del Nome di Dio                       |
| Pesaro                 | Centro arti visive "Pescheria"                                 |
| Pesaro                 | Museo Officine Benelli                                         |
| Urbino                 | Galleria nazionale delle Marche e Museo archeologico lapidario |
| Urbino                 | Casa Raffaello                                                 |
| Urbino                 | Museo diocesano "Albani" e Grotte del Duomo                    |
| Urbino                 | Oratori di San Giovanni e San Giuseppe                         |
| Urbino                 | Orto botanico "Pierina Scaramella"                             |
| Urbino                 | Casa della Poesia (ex Museo della Città)                       |
| Urbino                 | Museo dei Gessi (Ex gipsoteca dell'Istituto d'Arte)            |
| Urbino                 | Museo del Gabinetto di Fisica dell'Università                  |
| Urbino                 | Aula didattica "Bella Gerit" nella Fortezza Albornoz           |
| Acqualagna             | Antiquarium Pitinum Mergens                                    |
| Colli al Metauro       | Museo del Balì - Saltara                                       |
| Fano                   | Musei civici e Pinacoteca                                      |
| Fano                   | Museo della Via Flaminia                                       |
| Fano                   | Museo diocesano                                                |
| Fano                   | Quadreria della Fondazione Cassa di Risparmio di Fano          |
| Fossombrone            | Museo archeologico e Pinacoteca Civica "Augusto Vernarecci"    |
| Fossombrone            | Casa Museo "Quadreria Cesarini"                                |
| Mercatello sul Metauro | Museo di San Francesco                                         |
| Mondavio               | Museo di rievocazione storica                                  |
| Pergola                | Museo dei Bronzi dorati e della Città                          |
| San Lorenzo in Campo   | Museo archeologico del territorio di Suasa                     |
| San Lorenzo in Campo   | Museo delle terre marchigiane                                  |
| Terre Roveresche       | Ipogeo di Piagge                                               |
| Terre Roveresche       | Museo della corda e del mattone - Orciano di Pesaro            |
| Terre Roveresche       | MuSA - Museo di Storia Ambientale - San Giorgio di Pesaro      |
| Terre Roveresche       | Museo degli orci e orciai - Barchi                             |
| Urbania                | Museo civico                                                   |
| Urbania                | Museo diocesano "Corrado Leonardi"                             |
| Urbania                | Museo di storia dell'agricoltura e dell'artigianato            |

#### Monumenti

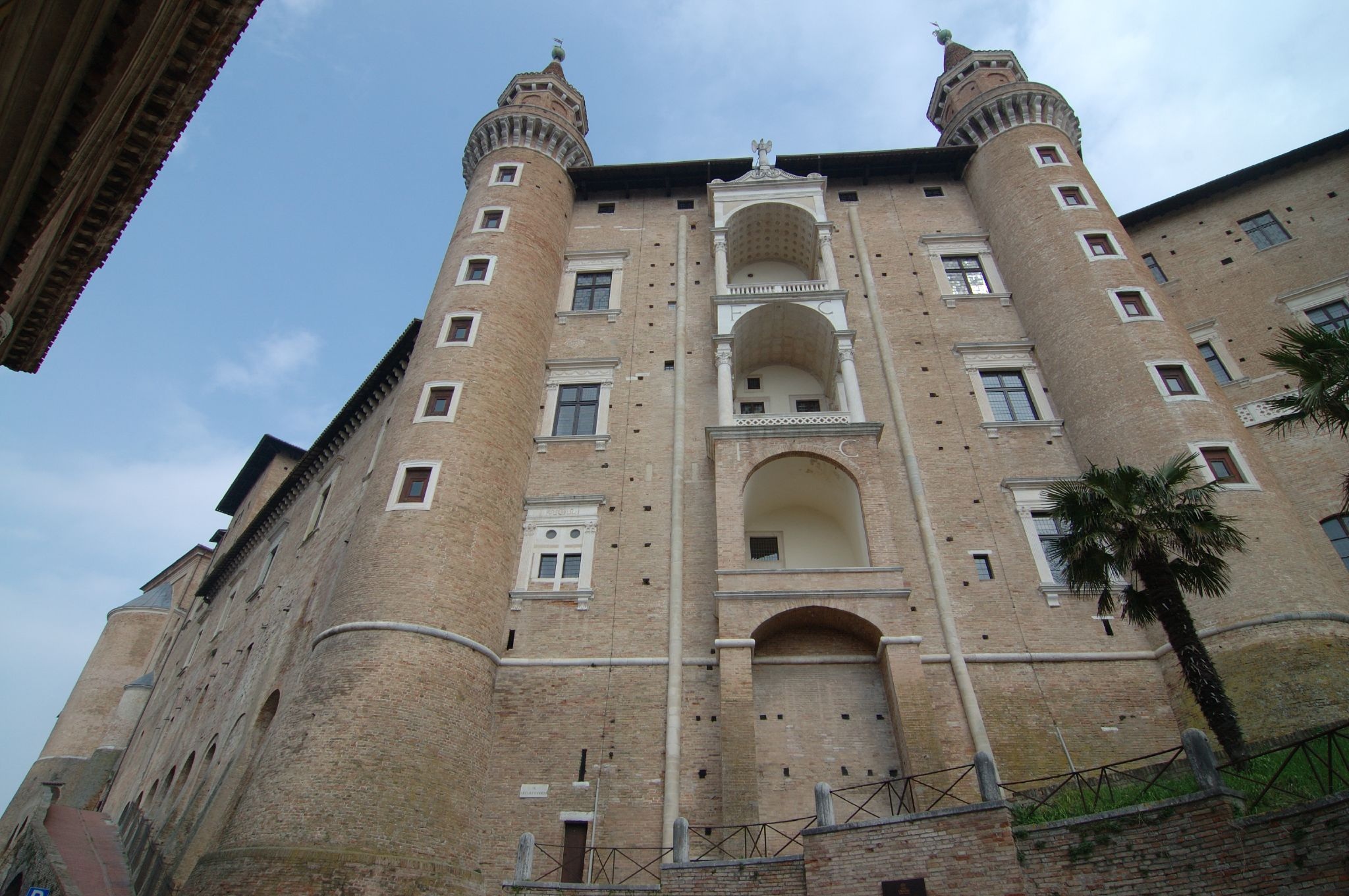
Facciata del Palazzo ducale di Urbino

| Comune                 | Monumenti                    |
| ---------------------- | ---------------------------- |
| Pesaro                 | Palazzo Ducale               |
| Pesaro                 | Villino Ruggeri              |
| Pesaro                 | Villa Imperiale              |
| Urbino                 | Palazzo Ducale               |
| Urbino                 | Ex monastero di Santa Chiara |
| Apecchio               | Palazzo Ubaldini             |
| Carpegna               | Palazzo dei Principi         |
| Fano                   | Palazzo Malatestiano         |
| Fossombrone            | Corte Alta                   |
| Fossombrone            | Corte Bassa                  |
| Fossombrone            | Ex chiesa di San Filippo     |
| Mercatello sul Metauro | Palazzo Gasparini            |
| Mercatello sul Metauro | Palazzo Ubaldini             |
| Mercatello sul Metauro | Il Palazzaccio               |
| Mombaroccio            | Palazzo Del Monte            |
| San Lorenzo in Campo   | Palazzo Della Rovere         |
| Terre Roveresche       | Torre malatestiana           |
| Urbania                | Palazzo Ducale               |
| Urbania                | Barco Ducale                 |

#### Rocche e castelli

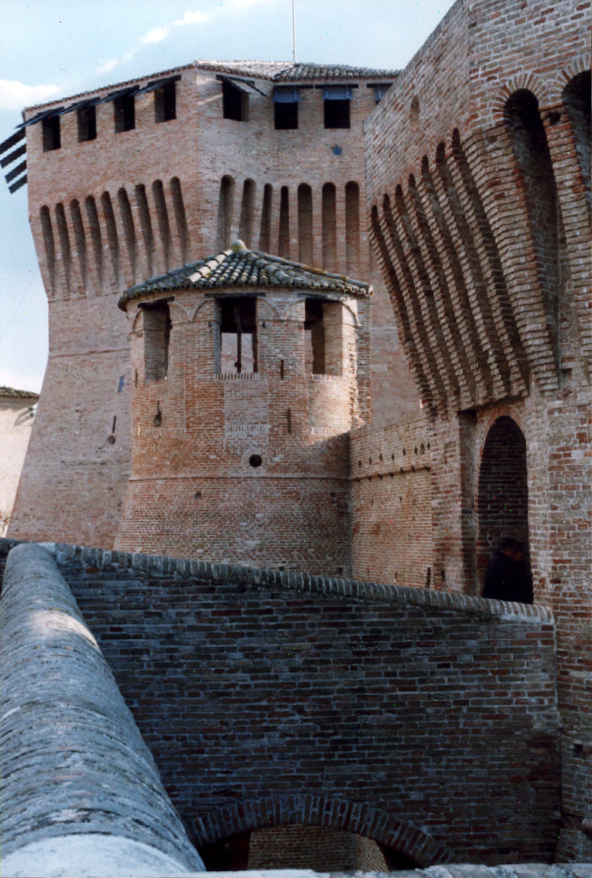
Rocca roveresca di Mondavio

| Comune                | Rocche e castelli        |
| --------------------- | ------------------------ |
| Pesaro                | Rocca Costanza           |
| Urbino                | Fortezza Albornoz        |
| Belforte all'Isauro   | Rocca Beaufort           |
| Cagli                 | Rocca Torrione           |
| Cagli                 | Castello di Naro         |
| Fano                  | Rocca malatestiana       |
| Fossombrone           | Rocca malatestiana       |
| Frontone              | Rocca Della Porta        |
| Gradara               | Castello malatestiano    |
| Mondavio              | Rocca roveresca          |
| Monte Cerignone       | Rocca feltresca          |
| Piandimeleto          | Castello dei conti Oliva |
| Piobbico              | Castello Brancaleoni     |
| Piobbico              | Castello dei Pecorari    |
| Sassocorvaro Auditore | Rocca ubaldinesca        |

#### Teatri

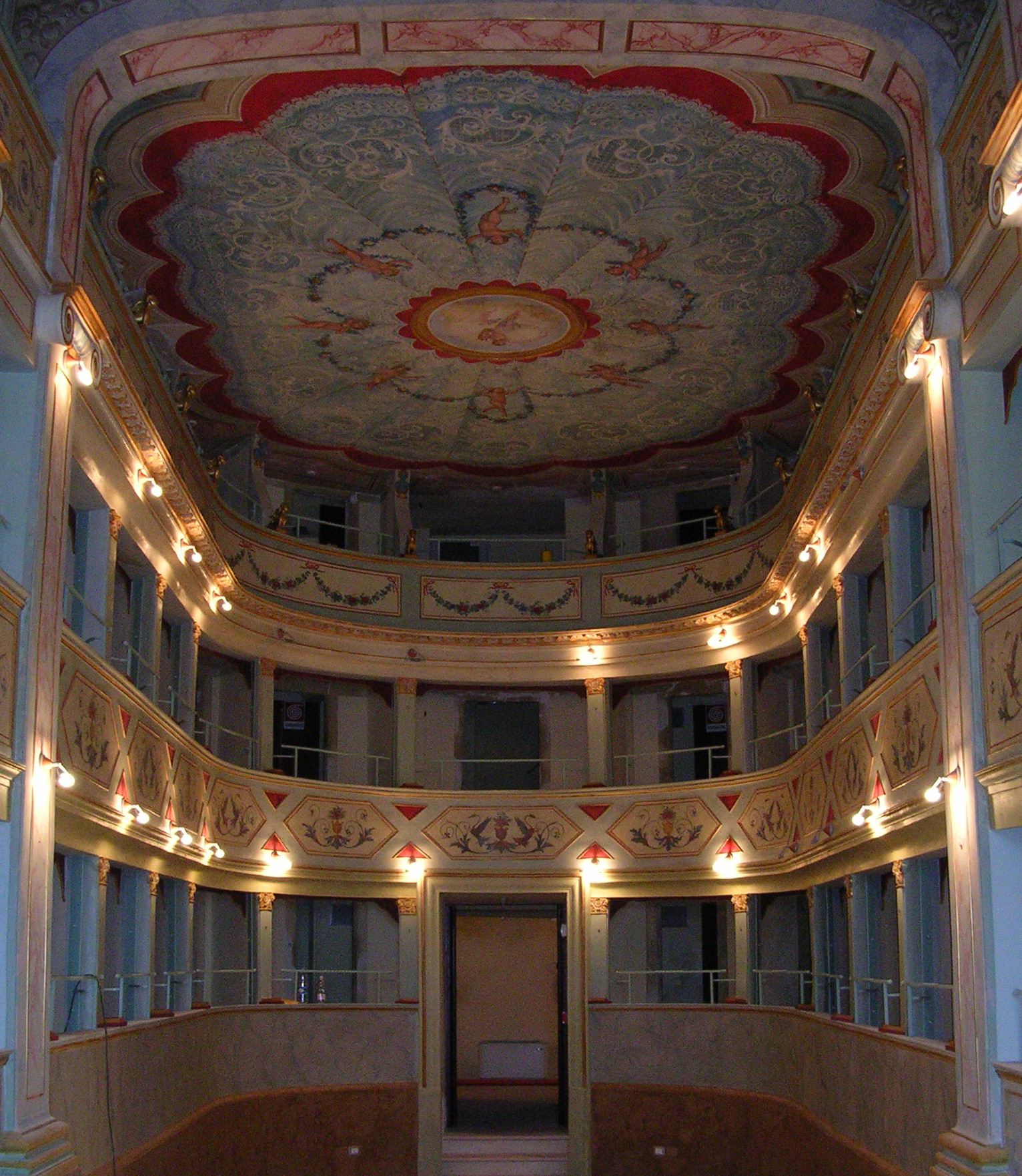
Palchi del Teatro Apollo

| Comune                | Teatri                           |
| --------------------- | -------------------------------- |
| Pesaro                | Teatro Rossini                   |
| Urbino                | Teatro Sanzio                    |
| Apecchio              | Teatro dei Filodrammatici        |
| Cagli                 | Teatro Comunale                  |
| Cantiano              | Teatro Capponi                   |
| Cartoceto             | Teatro del Trionfo               |
| Fano                  | Teatro della Fortuna             |
| Gradara               | Teatro Comunale                  |
| Macerata Feltria      | Teatro Angelo Battelli           |
| Mondavio              | Teatro Apollo                    |
| Pergola               | Teatro Angel dal Foco            |
| San Lorenzo in Campo  | Teatro Mario Tiberini            |
| Sant'Angelo in Vado   | Teatro Federico e Taddeo Zuccari |
| Sassocorvaro Auditore | Teatro della Rocca               |
| Urbania               | Teatro Bramante                  |

#### Siti archeologici

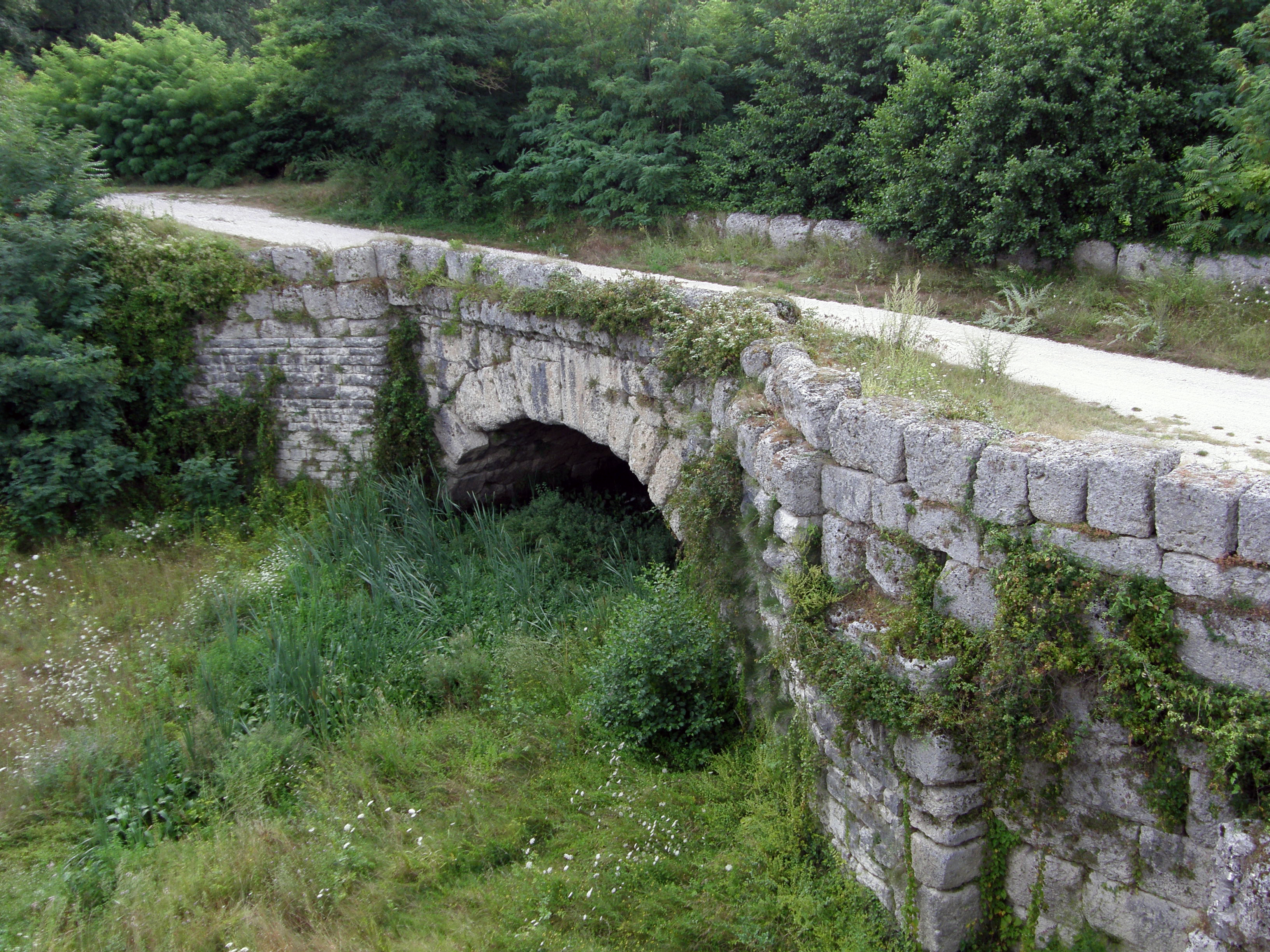
Il ponte Mallio a Cagli

| Comune              | Siti archeologici                                      |
| ------------------- | ------------------------------------------------------ |
| Pesaro              | Area archeologica di Colombarone                       |
| Pesaro              | Domus di Via dell'Abbondanza                           |
| Pesaro              | Necropoli picena di Novilara                           |
| Cagli               | Ponte Mallio                                           |
| Fano                | Arco d'Augusto                                         |
| Fano                | Porta della Mandria                                    |
| Fano                | L'Augusteum                                            |
| Fano                | Aree archeologiche di piazza Amiani e di Sant'Agostino |
| Fano                | Domus romane di piazza XX Settembre e di via Abbazia   |
| Fossombrone         | Parco archeologico "Forum Sempronii"                   |
| Sant'Angelo in Vado | Domus del Mito                                         |

#### Alberi monumentali
| Comune              | Alberi monumentali                           |
| ------------------- | -------------------------------------------- |
| Urbino              | Ginco dell'Orto botanico                     |
| Urbino              | Platano della Scuola d'Infanzia "L. Valerio" |
| Urbino              | Roverella di Palazzo del Piano               |
| Fossombrone         | Roverella                                    |
| Macerata Feltria    | Roverella                                    |
| Serra Sant'Abbondio | Tasso di Fonte Avellana                      |

### Archivi e biblioteche

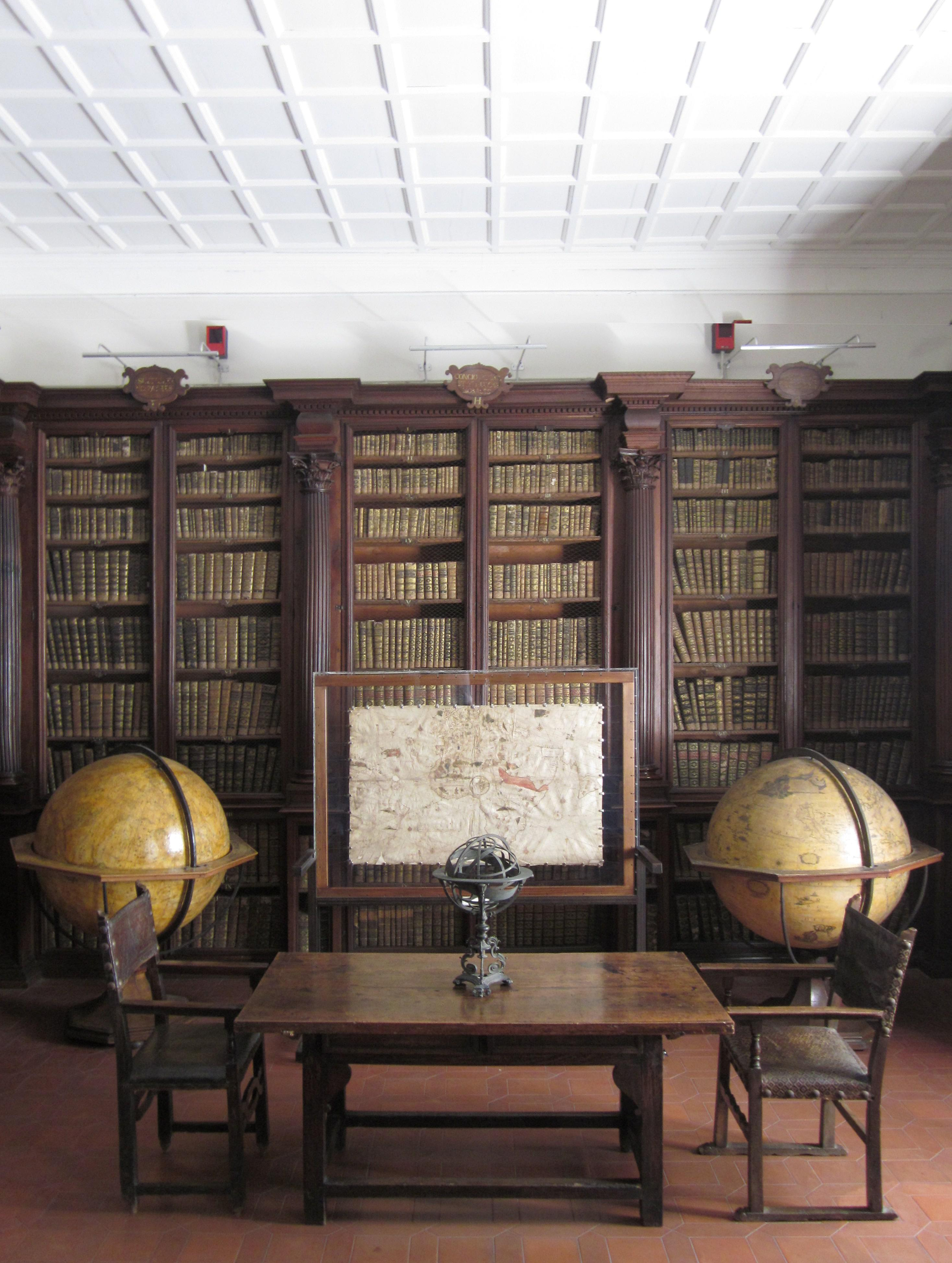
La Biblioteca Federiciana di Fano

| Comune       | Archivi e biblioteche                            |
| ------------ | ------------------------------------------------ |
| Pesaro       | Archivio di Stato                                |
| Pesaro       | Biblioteca Oliveriana                            |
| Pesaro       | Biblioteca San Giovanni                          |
| Urbino       | Sottosezione dell'Archivio di Stato di Pesaro    |
| Urbino       | Biblioteca della Fondazione Carlo e Marise Bo    |
| Urbino       | Archivio e Biblioteche dell'Università di Urbino |
| Urbino       | Biblioteca dell'Accademia Raffaello              |
| Cagli        | Polo Culturale di Eccellenza                     |
| Fano         | Sottosezione dell'Archivio di Stato di Pesaro    |
| Fano         | Biblioteca Federiciana                           |
| Fano         | Mediateca Montanari                              |
| Fermignano   | Biblioteca comunale "Donato Bramante"            |
| Fossombrone  | Biblioteca civica "Passionei"                    |
| Piandimeleto | Biblioteca comunale "Ubaldiana"                  |
| Urbania      | Biblioteca comunale                              |

### Enogastronomia

#### Gastronomia
Piatti tipicamente pesaresi-urbinati sono: la piada o piadina o crescia o crostolo a seconda delle zone di produzione ed a seconda delle ricette, farcito con salumi locali come prosciutto di Carpegna, erbe di campo cotte o verdure gratinate e formaggi come la (casciotta d'Urbino; i passatelli (pasatej in pesarese) in brodo o nella variante più moderna asciutti; i cappelletti (caplétt in pesarese-urbinate) in brodo o asciutti tipici del Natale e delle feste; i piatti a base di pesce dell'Adriatico ed in particolare il brodetto (brudet in fanese); la crescia di Pasqua, torta salata ricca di uova e formaggio; la polenta (pulenta in lingua locale) di mais locale stesa sul panaro e condita con sughi di carne o pesce (a San Costanzo esiste ancora una delle sagre dedicate più antiche d'Italia); i tacconi (taco'n in lingua locale) tagliatelle corte, spesse e irregolari fatte con farina di fave e condite di solito con sugo di pomodoro, olio extravergine d'oliva ed aglio; le "cristajat" o "crestajat" (da "cresce tagliate"), sorta di maltagliati di farina di mais e grano conditi con lardo, formaggio stagionato e pepe.

#### Vini
La provincia di Pesaro e Urbino vanta una plurisecolare tradizione enologica: famosi sono il bianco bianchello del metauro ed il colli pesaresi bianco e da notare nelle zone di Pergola il tristo di montesecco, un vino adesso non più commercializzato.
Per i rossi vi sono il sangiovese colli pesaresi rosso, la vernaccia di Pergola, unica nel suo genere e svariati tipi di vini di visciole tra cui spicca il famoso Visner (sempre di Pergola). Numerose le cantine (Guerrieri, Mariotti, Fiorini ecc.) che, grazie anche ad un territorio particolarmente vocato, producono vini sempre più di qualità come testimoniano i concorsi enologici vinti un po' in tutto il mondo.

#### Olio
La provincia di Pesaro e Urbino nonostante l'appartenenza alla zona climatica continentale, ha microclimi adatti alla coltivazione di olive pregiate per la produzione di olio. L'unica DOP regionale è presente a Cartoceto e nei comuni limitrofi (Mombaroccio, Saltara, e parte di Fano. L'olio DOP "Cartoceto" è prodotto prevalentemente con olive dei cultivar Raggiola, Frantoio e Leccino.

### Istruzione
L'antica e famosa Università di Urbino richiama nella città molti studenti. Inoltre vi è sempre in Urbino la rinomata Scuola del Libro, fin dal 1861, da cui sono usciti diversi artisti di grande fama.

### Media

#### Stampa
Nella provincia hanno sede le seguenti redazioni di testate giornalistiche:
- Redazione di Pesaro de il Resto del Carlino.
- Redazione di Pesaro del Corriere Adriatico.

## Economia

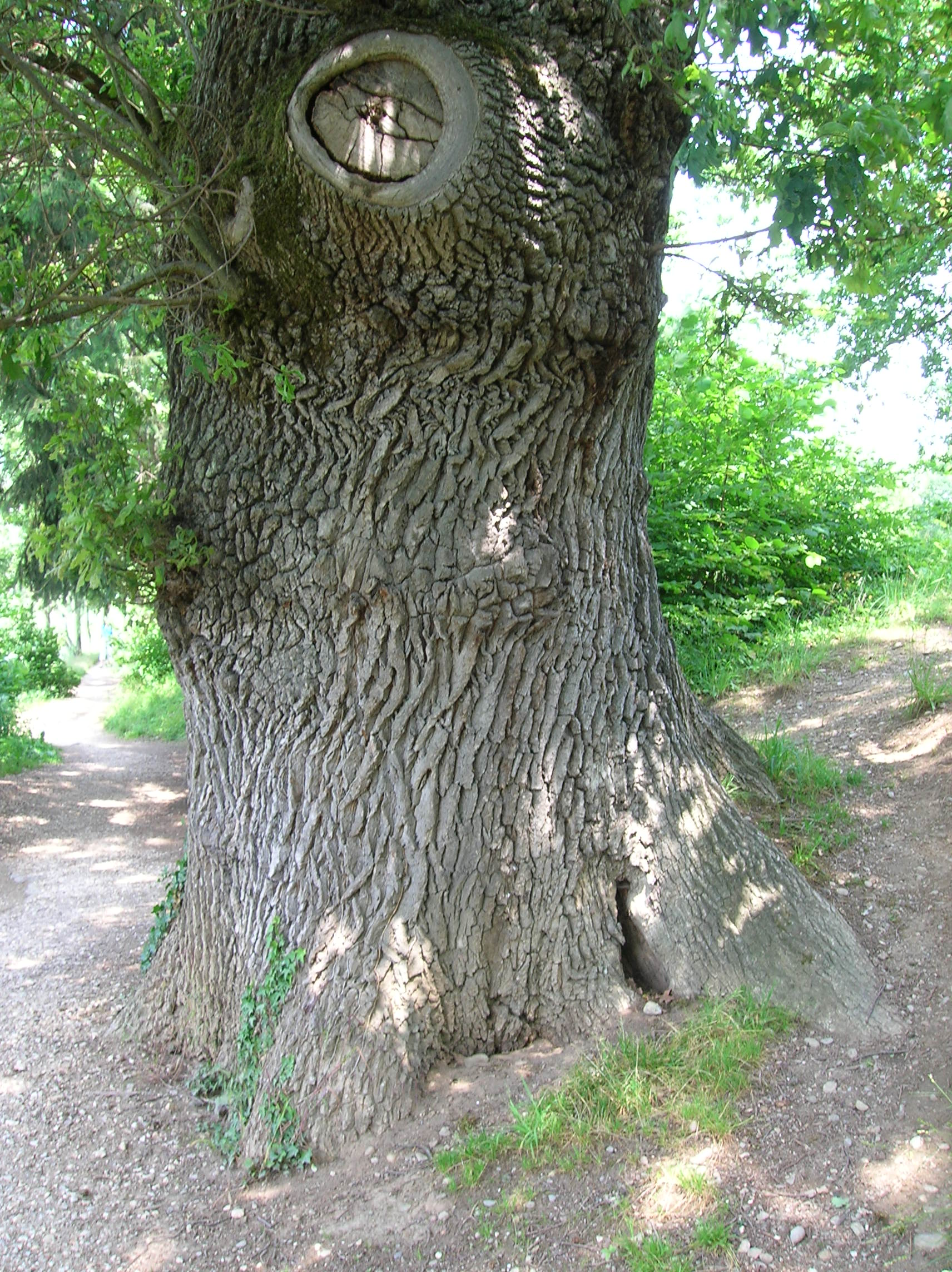
Il rovere e il cerro sono le querce più tagliate e costose della provincia.

Economia solida con basso tasso di disoccupazione, basata sulla piccola e media industria e sull'artigianato, sull'agricoltura e sul turismo balneare e culturale.
Tra le tantissime aziende presenti spiccano quelle di livello nazionale ed internazionale, come Alluflon, Benelli Armi, Berloni, Biesse, Bikkembergs, Caffè Pascucci,  Cooperativa Biologica Montebello, Della Rovere, Dondup, Ernestomeda, Febal, Ferretti, IMAB, ITAMA, Morbidelli, Moretti Compact, moto Benelli, Pershing, Profilglas, Piero Guidi, PICA, Scavolini, Schnell, Siviglia, TVS ecc.
L'indice generale delle infrastrutture economiche, fatto pari a 100 quello italiano, risulta pari a 71,7 che decresce rispetto al 74,74 del 2007. Nel 2008 nessun indice soddisfa il minimo della base nazionale pari a 100 quindi questo denota che la provincia è carente di qualsiasi infrastruttura. Le più deficitarie sono le infrastrutture di trasporto soprattutto portuali, aeroportuali e ferroviarie, mentre le reti energetico ambientali, le reti bancarie, telematiche e telefoniche presentano indici meno gravosi. Contenuti sono i rapporti fra sofferenze bancarie su impieghi che però risultano comunque superiori al dato nazionale e decisamente bassi sono i fallimenti di imprese dichiarati rapportate al totale delle imprese attive nel 2008 pari a 0,09 che posiziona la provincia ad un buon 70º posto della graduatoria decrescente.
Il reddito medio a disposizione dei residenti è pari ad 18215,00 € e risulta aumentare il valore di poco più di 2000,00 € rispetto al precedente periodo (2008) facendo notare una buona ripresa del tenore di vita della provincia. Confrontato con il dato italiano, che risulta di 17623,00 €, con il dato macroripartizionale pari ad 18840,00 € e col dato della regione Marche pari ad 18595,00 € possiamo dedurre una buona crescita del tenore di vita. Positiva è anche la situazione per quanto concerne i consumi interni pro-capite pari a 15377,00 € che risultano crescere anch'essi. Decisamente molto rilevante il valore aggiunto dell'artigianato, infatti, ben il 22,2% in rialzo rispetto al precedente 18,70% dell'intero P.I.L. provinciale è prodotto da questo comparto, un dato che colloca la provincia al terzo posto nella graduatoria nazionale. Il buon tenore di vita di Pesaro e Urbino è confermato anche da una quota di consumi non alimentari, pari all'82,6%. Il consumo pro-capite di energia elettrica per usi domestici è tra i più bassi del Centro Italia (1062 kWh ma superiore al dato regionale), mentre il consumo di carburante è pari a 0,24 tonnellate annue pro-capite, superiore di poco al dato nazionale. Buono appare l'indicatore di automobili circolanti per 1 000 abitanti pari a 86,90 e che pone la provincia al 17º posto nazionale.
Lo 0,63% del P.I.L. nazionale viene prodotto dalle imprese della provincia di Pesaro e Urbino. Espresso in termini relativi questo si traduce in una quota pro capite pari ad 26055,00 € in buon rialzo rispetto agli 24658,00 € del 2007, e a differenza del periodo precedente tale valore risulta di poco superiore alla media italiana. La provincia non segnala una crescita economica particolarmente significativa. Infatti, nel periodo 2002-2006, il ritmo di crescita del P.I.L. è stato inferiore sia a quello regionale che a quello macroripartizionale, anche se, il confronto con le province del Centro Italia, mostra come Pesaro e Urbino abbia avuto una crescita superiore a quella di molte altre realtà territoriali di quest'area.
La scomposizione settoriale del valore aggiunto mostra come siano l'industria (soprattutto manifatturiera) e soprattutto i servizi (in particolare credito ed attività immobiliari) ad alimentare il valore aggiunto provinciale.
Sorprendentemente il Censis Pesaro annovera la tranquilla provincia tra le prime in Italia per presenza di crimine associato, dovuto principalmente alla caccia di frodo. Il rapporto fra il numero di delitti denunciati su popolazione risulta in linea con la media nazionale. Elevato è il numero di incidenti stradali per mille abitanti (4,8 attuale a fronte del 4,28 nel 2007 e del 3,87 nazionale che vale a Pesaro e Urbino il 32º posto tra tutte le province) con una quota di incidenti mortali del 1,86% (2,04% per l'Italia) stabile rispetto al semestre precedente. Lievemente più consistente rispetto alla media nazionale la percentuale di decessi per disturbi al sistema cardiocircolatorio (41,3%), mentre in linea con la media nazionale sono i decessi per tumori (30%). Tranne per la dotazione per strutture sanitarie, tutti gli indicatori sociali hanno fatto rilevare nel periodo considerato un sensibile miglioramento pur rimanendo al di sotto della media nazionale, l'unico indice ad essere superiore a 100 e quello relativo alle strutture per l'istruzione pari ad un eccellente 204,8 stabile che pone la provincia al terzo posto nazionale.
Nonostante le caratteristiche del territorio, prevalentemente boscoso, il settore agricolo è piuttosto rilevante, soprattutto nelle colline preappenniniche.
In passato l'agricoltura era soprattutto di sopravvivenza, ma dall'ultima parte del Novecento la frutticoltura, la cerealicoltura, l'orticoltura e la viticoltura hanno assunto una particolare importanza.
Infatti il comparto agricolo più importanti è diventato quello cerealicolo e orticolo. La produzione numericamente più rilevante è relativa alle insalate.
Alcune aree sono interessate dalla coltivazione degli ortaggi (patata, carota, cavolo cappuccio, zucchina, radicchio, sedano, cipolla). Molto importante (anche se in termini nazionali quantitativamente modesta) la produzione di uva, da cui si ricavano vini di alta qualità.
Storicamente molto significativo l'allevamento, in passato uno dei mezzi di sostentamento più importanti nelle vallate appenniniche. Il settore zootecnico più rilevante è relativo al pollame con presenza significativa di allevamenti di razze bovine autoctone come la Marchigiana o Romagnola ed equine come il cavallo del Catria.
Lo sfruttamento forestale ecologico e la silvicoltura, soprattutto nelle aree più interne nell'Appennino è rilevante e sostanzialmente portato avanti da piccole aziende solitamente a carattere familiare.
I comuni di Cartoceto, Gradara, Pesaro e Vallefoglia fanno parte dell'associazione nazionale Città dell'Olio. I comuni di Acqualagna, Apecchio, Pergola, Piobbico e Sant'Angelo in Vado fanno parte dell'associazione nazionale Città del Tartufo.

### Turismo
Il turismo nella provincia assume un ruolo primario nell'economia del territorio, le principali attrazioni sono il mare e l'Appennino.
Le spiagge di Gabicce Mare, Pesaro, Fano e Marotta, poste in continuazione del litorale riminese, offrono ottimi servizi, bellezze naturalistiche e percorsi storico-culturali; la totalità delle coste della provincia è balneabile. L'entroterra collinare e montuoso rappresenta un vero scrigno di bellezze culturali e paesaggistiche come la Rocca di Gradara, Mondavio, Sassocorvaro, Fossombrone, Cagli, i musei, le chiese ed i reperti archeologici di Fano, Urbino, Pesaro ecc. La città di Urbino, considerata patrimonio dell'umanità dall'UNESCO e monumento nazionale italiano, è sicuramente una meta privilegiata. Gabicce Mare fa parte della Riviera romagnola.
I due parchi naturali regionali del Monte San Bartolo e del Sasso Simone e Simoncello e la Riserva naturale statale Gola del Furlo, presenti in provincia, attirano scienziati naturalisti, geologi e amanti della natura.
I comuni insigniti della bandiera arancione del Touring Club Italiano sono quelli di Apecchio, Cantiano, Frontino, Frontone, Gradara, Mercatello sul Metauro, Mondavio e Urbania. Le località che fanno parte dell'associazione dei Borghi più belli d'Italia sono quelle di Frontino, Gradara, Macerata Feltria, Mercatello sul Metauro, Mondavio, Mondolfo, Montefabbri, Monte Grimano Terme e Pergola. Invece i comuni insigniti della bandiera blu dalla Foundation for Environmental Education (F.E.E.) sono quelli di Gabicce, Pesaro, Fano e Mondolfo. Il comune di Acqualagna fa parte della rete delle città Slow.

## Comuni
I comuni della provincia si possono dividere in varie aree, in base all'appartenenza alle Unioni dei comuni (tra cui le Unioni montane) ed alle ex Comunità montane.
| Zona                                    | Comune                 | Popolazione ab. | Superficie km² | Stemma |
| --------------------------------------- | ---------------------- | --------------- | -------------- | ------ |
| Ex Comunità montana del Catria e Cesano | Fratte Rosa            | 882             | 15,60          |        |
| Ex Comunità montana del Catria e Cesano | Pergola                | 5 945           | 113,46         |        |
| Ex Comunità montana del Catria e Cesano | San Lorenzo in Campo   | 3 211           | 28,69          |        |
| Unione montana del Catria e Nerone      | Acqualagna             | 4 294           | 50,74          |        |
| Unione montana del Catria e Nerone      | Apecchio               | 1 756           | 103,26         |        |
| Unione montana del Catria e Nerone      | Cagli                  | 8 192           | 226,16         |        |
| Unione montana del Catria e Nerone      | Cantiano               | 2 046           | 83,10          |        |
| Unione montana del Catria e Nerone      | Frontone               | 1 235           | 36,01          |        |
| Unione montana del Catria e Nerone      | Serra Sant'Abbondio    | 944             | 32,78          |        |
| Unione montana Alta valle del Metauro   | Borgo Pace             | 538             | 55,95          |        |
| Unione montana Alta valle del Metauro   | Fermignano             | 8 332           | 43,27          |        |
| Unione montana Alta valle del Metauro   | Isola del Piano        | 553             | 23,05          |        |
| Unione montana Alta valle del Metauro   | Mercatello sul Metauro | 1 314           | 68,59          |        |
| Unione montana Alta valle del Metauro   | Montecalvo in Foglia   | 2 738           | 18,24          |        |
| Unione montana Alta valle del Metauro   | Peglio                 | 659             | 20,20          |        |
| Unione montana Alta valle del Metauro   | Petriano               | 2 766           | 11,32          |        |
| Unione montana Alta valle del Metauro   | Piobbico               | 1 833           | 48,16          |        |
| Unione montana Alta valle del Metauro   | Sant'Angelo in Vado    | 3 949           | 67,44          |        |
| Unione montana Alta valle del Metauro   | Urbania                | 6 935           | 77,79          |        |
| Unione montana Alta valle del Metauro   | Urbino                 | 13 803          | 226,50         |        |
| Ex Comunità montana del Metauro         | Fossombrone            | 9 189           | 106,68         |        |
| Ex Comunità montana del Metauro         | Mondavio               | 3 709           | 29,48          |        |
| Ex Comunità montana del Metauro         | Montefelcino           | 2 499           | 38,69          |        |
| Ex Comunità montana del Metauro         | Sant'Ippolito          | 1 478           | 19,74          |        |
| Ex Comunità montana del Metauro         | Terre Roveresche       | 5 199           | 70,37          |        |
| Unione montana del Montefeltro          | Belforte all'Isauro    | 739             | 11,99          |        |
| Unione montana del Montefeltro          | Carpegna               | 1 612           | 28,31          |        |
| Unione montana del Montefeltro          | Frontino               | 288             | 10,74          |        |
| Unione montana del Montefeltro          | Lunano                 | 1 447           | 14,62          |        |
| Unione montana del Montefeltro          | Macerata Feltria       | 1 946           | 40,23          |        |
| Unione montana del Montefeltro          | Mercatino Conca        | 996             | 14,47          |        |
| Unione montana del Montefeltro          | Monte Cerignone        | 638             | 18,04          |        |
| Unione montana del Montefeltro          | Monte Grimano Terme    | 1 073           | 24,01          |        |
| Unione montana del Montefeltro          | Piandimeleto           | 2 081           | 39,96          |        |
| Unione montana del Montefeltro          | Pietrarubbia           | 602             | 13,05          |        |
| Unione montana del Montefeltro          | Sassocorvaro Auditore  | 4 888           | 87,55          |        |
| Unione montana del Montefeltro          | Tavoleto               | 851             | 11,99          |        |
| Unione dei comuni Pian del Bruscolo     | Gabicce Mare           | 5 651           | 4,85           |        |
| Unione dei comuni Pian del Bruscolo     | Gradara                | 4 922           | 17,52          |        |
| Unione dei comuni Pian del Bruscolo     | Mombaroccio            | 2 056           | 28,22          |        |
| Unione dei comuni Pian del Bruscolo     | Pesaro                 | 96 238          | 126,58         |        |
| Unione dei comuni Pian del Bruscolo     | Tavullia               | 7 953           | 42,33          |        |
| Unione dei comuni Pian del Bruscolo     | Vallefoglia            | 14 876          | 39,23          |        |
| Unione dei comuni Valle del Metauro     | Colli al Metauro       | 12 166          | 46,17          |        |
| Unione dei comuni Valle del Metauro     | Cartoceto              | 7 908           | 23,16          |        |
| Zona costiera                           | Fano                   | 60 105          | 121,27         |        |
| Zona costiera                           | Mondolfo               | 14 323          | 22,69          |        |
| Zona costiera                           | Montelabbate           | 6 987           | 19,60          |        |
| Zona costiera                           | Monte Porzio           | 2 784           | 18,36          |        |
| Zona costiera                           | San Costanzo           | 4 595           | 40,70          |        |
| Provincia di Pesaro e Urbino            | Totale di 50 comuni    | 351 724         | 2 507,60       |        |

Il territorio provinciale contiene anche l'enclave di Monte Ruperto nel comune di Città di Castello (PG).

### Unioni dei comuni
- Unione montana Alta valle del Metauro
- Unione montana del Catria e Nerone
- Unione montana del Montefeltro
- Unione dei comuni Valle del Metauro[40]
- Unione dei comuni Pian del Bruscolo[41]

### Parchi naturali
- Parco naturale regionale del Monte San Bartolo
- Parco naturale regionale del Sasso Simone e Simoncello
- Riserva naturale statale Gola del Furlo
- Riserva naturale regionale della foce del Metauro prevista
- Parco naturale regionale dell'Alpe della Luna previsto

### Gemellaggi
La provincia è gemellata con:
- Wolfsburg, dal 1975
- Circondario di Rastatt, dal 1996